# ラグビーワールドカップ2019
ラグビーワールドカップ2019は、2019年9月20日から11月2日に日本で開催された第9回ラグビーワールドカップ。アジア初、またティア1以外の国における初の開催となった。公式キャッチコピーは「4年に一度じゃない。一生に一度だ。 -ONCE IN A LIFETIME-」。決勝で南アフリカが32-12でイングランドを破り、3大会ぶり3回目の優勝を決めた。

## 開催国の立候補
最終的に立候補したのは以下の3協会。
- 日本
- 南アフリカ共和国
- イタリア

3協会はいずれも2015年大会にも立候補を表明していた。
以下の6協会も立候補の意志を表明していたが、最終的に断念。
- スコットランド
- ウェールズ
- アイルランド
- オーストラリア
- ロシア
- ジャマイカ

2009年7月28日、ワールドラグビー (旧称：国際ラグビー評議会) の理事会にて日本での開催が決まった。アジア地域で初の開催となる。

## 開催スケジュール
2009年5月に日本ラグビーフットボール協会が報告したプレゼンテーション資料では、2019年9月4日に開幕し10月18日に決勝を行う案と、2019年9月6日に開幕し10月20日に決勝を行う案の、2案が提示された。ワールドラグビーは2015年10月に大会スケジュールの発表を行い、2019年9月20日に東京で開幕戦を行い、11月2日に横浜で決勝戦を行うと説明した。

## 大会ロゴ・テーマ
上の開催スケジュールと共に10月27日、大会ロゴ・テーマも発表された。大会ロゴはワールドラグビーのロゴを基調とし、中央部に日の出の太陽と日本の象徴である富士山を配置。大会のテーマは一体感や団結、結束を意味する「ユニティー」となった。デザインは発表1年前からワールドラグビーと大会組織委員会が協議を重ね、ロンドンなどに事務所を置くデザイン会社フューチャーブランドに作成を依頼した。

## 公式マスコット
2018年1月26日に「レンジー」(Ren-G) が発表された。歌舞伎演目の連獅子をモチーフにした親子ペア (白髪の「レン」と赤髪の「ジー」) で、ともに顔はラグビーボール型となっている。
実績のあるデザイナー・制作チームなど計10組の指名コンペにて、50作品の応募があった。組織委職員の投票やワールドラグビーの意向などで決定した。ラグビーW杯でのマスコット採用は、1999年のウェールズ大会以来、6大会ぶりで21世紀初となる。
なお、レンジーは2020年8月24日、日本ラグビーフットボール協会初の公式マスコットとしても採用された。ラグビーの普及活動やイベントなどでの活動を予定している。

## 開催都市
開催都市は以下の12都市である。
なお、14都市が立候補を行ったことが、2014年11月5日に発表された。また、2014年12月15日に横浜市と神奈川県が合同で追加申請を行い、合計15都市が立候補した。2015年3月2日に試合の開催都市が発表され、12都市で開催されることが決定した。
括弧内の自治体名は会場が所在するものの立候補・会場招致に関わっていない自治体で、自治体名に括弧のないものは都道府県と市が連名で立候補したことを示す。また、下記の会場名は、大会実行委員会及びワールドラグビーの表記に準じている。本大会ではワールドラグビーの「施設に、施設又はその所有者と一定の人 (個人及び法人を含む)、製品、サービス又はブランドとの間の何らかの関係を示唆又は暗示する名称が付されていないこと」等の規定に基づき、会場及びその周辺等の施設名称において施設命名権等を外した名称としている。
| 東京都 (調布市)                                                              | 神奈川県横浜市 | 静岡県 (袋井市) | 大阪府東大阪市                                                            |
| ---------------------------------------------------------------------------- | --- | --- | ------------------------------------------------------------------------- |
| 東京スタジアム                                                               | 横浜国際総合競技場 | 小笠山総合運動公園エコパスタジアム | 東大阪市花園ラグビー場                                                    |
| 北緯35度39分51.4秒 東経139度31分37.7秒 / 北緯35.664278度 東経139.527139度    | 北緯35度30分36.16秒 東経139度36分22.49秒 / 北緯35.5100444度 東経139.6062472度 | 北緯34度44分35.60秒 東経137度58分13.81秒 / 北緯34.7432222度 東経137.9705028度 | 北緯34度40分8.2秒 東経135度37分35秒 / 北緯34.668944度 東経135.62639度     |
| 収容人数: 49,970人                                                           | 収容人数: 72,327人 | 収容人数: 50,889人 | 収容人数: 26,544人                                                        |
|                                                                              | | |                                                                           |
| 福岡県福岡市                                                                 | 札幌ドーム釜石鵜住居 · 復興スタジアム熊谷ラグビー場東京スタジアム横浜国際総合競技場小笠山総合運動公園 · エコパスタジアム豊田スタジアム東大阪市 · 花園ラグビー場御崎公園 · 球技場東平尾公園 · 博多の森球技場熊本県民 · 総合運動公園 · 陸上競技場大分スポーツ公園 · 総合競技場 ラグビーワールドカップ2019 開催スタジアム | 札幌ドーム釜石鵜住居 · 復興スタジアム熊谷ラグビー場東京スタジアム横浜国際総合競技場小笠山総合運動公園 · エコパスタジアム豊田スタジアム東大阪市 · 花園ラグビー場御崎公園 · 球技場東平尾公園 · 博多の森球技場熊本県民 · 総合運動公園 · 陸上競技場大分スポーツ公園 · 総合競技場 ラグビーワールドカップ2019 開催スタジアム | 愛知県豊田市                                                              |
| 東平尾公園博多の森球技場                                                     | 札幌ドーム釜石鵜住居 · 復興スタジアム熊谷ラグビー場東京スタジアム横浜国際総合競技場小笠山総合運動公園 · エコパスタジアム豊田スタジアム東大阪市 · 花園ラグビー場御崎公園 · 球技場東平尾公園 · 博多の森球技場熊本県民 · 総合運動公園 · 陸上競技場大分スポーツ公園 · 総合競技場 ラグビーワールドカップ2019 開催スタジアム | 札幌ドーム釜石鵜住居 · 復興スタジアム熊谷ラグビー場東京スタジアム横浜国際総合競技場小笠山総合運動公園 · エコパスタジアム豊田スタジアム東大阪市 · 花園ラグビー場御崎公園 · 球技場東平尾公園 · 博多の森球技場熊本県民 · 総合運動公園 · 陸上競技場大分スポーツ公園 · 総合競技場 ラグビーワールドカップ2019 開催スタジアム | 豊田スタジアム                                                            |
| 北緯33度35分09秒 東経130度27分39秒 / 北緯33.585889度 東経130.46079度         | 札幌ドーム釜石鵜住居 · 復興スタジアム熊谷ラグビー場東京スタジアム横浜国際総合競技場小笠山総合運動公園 · エコパスタジアム豊田スタジアム東大阪市 · 花園ラグビー場御崎公園 · 球技場東平尾公園 · 博多の森球技場熊本県民 · 総合運動公園 · 陸上競技場大分スポーツ公園 · 総合競技場 ラグビーワールドカップ2019 開催スタジアム | 札幌ドーム釜石鵜住居 · 復興スタジアム熊谷ラグビー場東京スタジアム横浜国際総合競技場小笠山総合運動公園 · エコパスタジアム豊田スタジアム東大阪市 · 花園ラグビー場御崎公園 · 球技場東平尾公園 · 博多の森球技場熊本県民 · 総合運動公園 · 陸上競技場大分スポーツ公園 · 総合競技場 ラグビーワールドカップ2019 開催スタジアム | 北緯35度05分04.2秒 東経137度10分14.2秒 / 北緯35.084500度 東経137.170611度 |
| 収容人数: 22,563人                                                           | 札幌ドーム釜石鵜住居 · 復興スタジアム熊谷ラグビー場東京スタジアム横浜国際総合競技場小笠山総合運動公園 · エコパスタジアム豊田スタジアム東大阪市 · 花園ラグビー場御崎公園 · 球技場東平尾公園 · 博多の森球技場熊本県民 · 総合運動公園 · 陸上競技場大分スポーツ公園 · 総合競技場 ラグビーワールドカップ2019 開催スタジアム | 札幌ドーム釜石鵜住居 · 復興スタジアム熊谷ラグビー場東京スタジアム横浜国際総合競技場小笠山総合運動公園 · エコパスタジアム豊田スタジアム東大阪市 · 花園ラグビー場御崎公園 · 球技場東平尾公園 · 博多の森球技場熊本県民 · 総合運動公園 · 陸上競技場大分スポーツ公園 · 総合競技場 ラグビーワールドカップ2019 開催スタジアム | 収容人数: 45,000人                                                        |
|                                                                              | 札幌ドーム釜石鵜住居 · 復興スタジアム熊谷ラグビー場東京スタジアム横浜国際総合競技場小笠山総合運動公園 · エコパスタジアム豊田スタジアム東大阪市 · 花園ラグビー場御崎公園 · 球技場東平尾公園 · 博多の森球技場熊本県民 · 総合運動公園 · 陸上競技場大分スポーツ公園 · 総合競技場 ラグビーワールドカップ2019 開催スタジアム | 札幌ドーム釜石鵜住居 · 復興スタジアム熊谷ラグビー場東京スタジアム横浜国際総合競技場小笠山総合運動公園 · エコパスタジアム豊田スタジアム東大阪市 · 花園ラグビー場御崎公園 · 球技場東平尾公園 · 博多の森球技場熊本県民 · 総合運動公園 · 陸上競技場大分スポーツ公園 · 総合競技場 ラグビーワールドカップ2019 開催スタジアム |                                                                           |
| (北海道) 札幌市                                                              | 札幌ドーム釜石鵜住居 · 復興スタジアム熊谷ラグビー場東京スタジアム横浜国際総合競技場小笠山総合運動公園 · エコパスタジアム豊田スタジアム東大阪市 · 花園ラグビー場御崎公園 · 球技場東平尾公園 · 博多の森球技場熊本県民 · 総合運動公園 · 陸上競技場大分スポーツ公園 · 総合競技場 ラグビーワールドカップ2019 開催スタジアム | 札幌ドーム釜石鵜住居 · 復興スタジアム熊谷ラグビー場東京スタジアム横浜国際総合競技場小笠山総合運動公園 · エコパスタジアム豊田スタジアム東大阪市 · 花園ラグビー場御崎公園 · 球技場東平尾公園 · 博多の森球技場熊本県民 · 総合運動公園 · 陸上競技場大分スポーツ公園 · 総合競技場 ラグビーワールドカップ2019 開催スタジアム | 大分県 (大分市)                                                           |
| 札幌ドーム                                                                   | 札幌ドーム釜石鵜住居 · 復興スタジアム熊谷ラグビー場東京スタジアム横浜国際総合競技場小笠山総合運動公園 · エコパスタジアム豊田スタジアム東大阪市 · 花園ラグビー場御崎公園 · 球技場東平尾公園 · 博多の森球技場熊本県民 · 総合運動公園 · 陸上競技場大分スポーツ公園 · 総合競技場 ラグビーワールドカップ2019 開催スタジアム | 札幌ドーム釜石鵜住居 · 復興スタジアム熊谷ラグビー場東京スタジアム横浜国際総合競技場小笠山総合運動公園 · エコパスタジアム豊田スタジアム東大阪市 · 花園ラグビー場御崎公園 · 球技場東平尾公園 · 博多の森球技場熊本県民 · 総合運動公園 · 陸上競技場大分スポーツ公園 · 総合競技場 ラグビーワールドカップ2019 開催スタジアム | 大分スポーツ公園総合競技場                                                |
| 北緯43度0分54.62秒 東経141度24分35.16秒 / 北緯43.0151722度 東経141.4097667度 | 札幌ドーム釜石鵜住居 · 復興スタジアム熊谷ラグビー場東京スタジアム横浜国際総合競技場小笠山総合運動公園 · エコパスタジアム豊田スタジアム東大阪市 · 花園ラグビー場御崎公園 · 球技場東平尾公園 · 博多の森球技場熊本県民 · 総合運動公園 · 陸上競技場大分スポーツ公園 · 総合競技場 ラグビーワールドカップ2019 開催スタジアム | 札幌ドーム釜石鵜住居 · 復興スタジアム熊谷ラグビー場東京スタジアム横浜国際総合競技場小笠山総合運動公園 · エコパスタジアム豊田スタジアム東大阪市 · 花園ラグビー場御崎公園 · 球技場東平尾公園 · 博多の森球技場熊本県民 · 総合運動公園 · 陸上競技場大分スポーツ公園 · 総合競技場 ラグビーワールドカップ2019 開催スタジアム | 北緯33度12分2秒 東経131度39分27秒 / 北緯33.20056度 東経131.65750度        |
| 収容人数: 41,410人                                                           | 札幌ドーム釜石鵜住居 · 復興スタジアム熊谷ラグビー場東京スタジアム横浜国際総合競技場小笠山総合運動公園 · エコパスタジアム豊田スタジアム東大阪市 · 花園ラグビー場御崎公園 · 球技場東平尾公園 · 博多の森球技場熊本県民 · 総合運動公園 · 陸上競技場大分スポーツ公園 · 総合競技場 ラグビーワールドカップ2019 開催スタジアム | 札幌ドーム釜石鵜住居 · 復興スタジアム熊谷ラグビー場東京スタジアム横浜国際総合競技場小笠山総合運動公園 · エコパスタジアム豊田スタジアム東大阪市 · 花園ラグビー場御崎公園 · 球技場東平尾公園 · 博多の森球技場熊本県民 · 総合運動公園 · 陸上競技場大分スポーツ公園 · 総合競技場 ラグビーワールドカップ2019 開催スタジアム | 収容人数: 40,000人                                                        |
|                                                                              | 札幌ドーム釜石鵜住居 · 復興スタジアム熊谷ラグビー場東京スタジアム横浜国際総合競技場小笠山総合運動公園 · エコパスタジアム豊田スタジアム東大阪市 · 花園ラグビー場御崎公園 · 球技場東平尾公園 · 博多の森球技場熊本県民 · 総合運動公園 · 陸上競技場大分スポーツ公園 · 総合競技場 ラグビーワールドカップ2019 開催スタジアム | 札幌ドーム釜石鵜住居 · 復興スタジアム熊谷ラグビー場東京スタジアム横浜国際総合競技場小笠山総合運動公園 · エコパスタジアム豊田スタジアム東大阪市 · 花園ラグビー場御崎公園 · 球技場東平尾公園 · 博多の森球技場熊本県民 · 総合運動公園 · 陸上競技場大分スポーツ公園 · 総合競技場 ラグビーワールドカップ2019 開催スタジアム |                                                                           |
| 熊本県熊本市                                                                 | (兵庫県) 神戸市 | 埼玉県熊谷市 | 岩手県釜石市                                                              |
| 熊本県民総合運動公園陸上競技場                                               | 神戸市御崎公園球技場 | 熊谷ラグビー場 | 釜石鵜住居復興スタジアム                                                  |
| 北緯32度50分13秒 東経130度48分0秒 / 北緯32.83694度 東経130.80000度           | 北緯34度39分24.15秒 東経135度10分8.27秒 / 北緯34.6567083度 東経135.1689639度 | 北緯36度09分50秒 東経139度24分40秒 / 北緯36.164度 東経139.411002度 | 北緯39度16分 東経141度53分 / 北緯39.267度 東経141.883度                   |
| 収容人数: 32,000人                                                           | 収容人数: 30,312人 | 収容人数: 24,000人 | 収容人数: 16,187人                                                        |
|                                                                              | | |                                                                           |

なお会場のキャパシティーについては、J SPORTSは日本大会開催のガイドラインとして次を挙げている。
- 開幕戦・決勝戦 - 6万人以上
- プールA規模 - 4万人以上
- プールB規模 - 2万人以上
- プールC規模 - 1万5000人以上

※いずれも座席のみとし、芝生席はカウントしない。
- 全カテゴリー共通 - 大型映像装置やナイター照明設備の設置など、国際試合に適合したスペックへの改修・新設

2015年9月28日、公益財団法人ラグビーワールドカップ2019組織委員会は、開会式・開幕戦を東京スタジアム、決勝戦を横浜国際総合競技場でそれぞれ開催することが決まったと発表した。
各会場におけるラウンドごとの開催試合数を表にまとめた。
| 都市           | スタジアム                         | プールステージ | 準々決勝 | 準決勝 | 3位決定戦 | 決勝 |
| -------------- | ---------------------------------- | -------------- | -------- | ------ | --------- | ---- |
| 北海道札幌市   | 札幌ドーム                         | 2              |          |        |           |      |
| 岩手県釜石市   | 釜石鵜住居復興スタジアム           | 2              |          |        |           |      |
| 埼玉県熊谷市   | 熊谷ラグビー場                     | 3              |          |        |           |      |
| 東京都調布市   | 東京スタジアム                     | 5              | 2        |        | 1         |      |
| 神奈川県横浜市 | 横浜国際総合競技場                 | 4              |          | 2      |           | 1    |
| 静岡県袋井市   | 小笠山総合運動公園エコパスタジアム | 4              |          |        |           |      |
| 愛知県豊田市   | 豊田スタジアム                     | 4              |          |        |           |      |
| 大阪府東大阪市 | 東大阪市花園ラグビー場             | 4              |          |        |           |      |
| 兵庫県神戸市   | 神戸市御崎公園球技場               | 4              |          |        |           |      |
| 福岡県福岡市   | 東平尾公園博多の森球技場           | 3              |          |        |           |      |
| 熊本県熊本市   | 熊本県民総合運動公園陸上競技場     | 2              |          |        |           |      |
| 大分県大分市   | 大分スポーツ公園総合競技場         | 3              | 2        |        |           |      |

### 選外となった都市
| 都市            | 会場 | 収容人員 |
| --------------- | --- | -------- |
| (宮城県) 仙台市 | 仙台スタジアム （北緯38度19分8.9秒 東経140度52分54.5秒 / 北緯38.319139度 東経140.881806度）                                  | 19,694人 |
| 東京都 (新宿区) | 国立競技場 （北緯35度40分41秒 東経139度42分53.7秒 / 北緯35.67806度 東経139.714917度）                                        | 80,000人 |
| (京都府) 京都市 | 京都市西京極総合運動公園陸上競技場兼球技場 （北緯34度59分36.52秒 東経135度42分50.26秒 / 北緯34.9934778度 東経135.7139611度） | 20,688人 |
| 長崎県 (諫早市) | 長崎県立総合運動公園陸上競技場 （北緯32度50分18.95秒 東経130度2分22.3秒 / 北緯32.8385972度 東経130.039528度）                | 20,000人 |

### 招致時に候補地としながら立候補しなかった都市
| 都市            | 会場                                                                                            | 収容人員 |
| --------------- | ----------------------------------------------------------------------------------------------- | -------- |
| 東京都 (港区)   | 秩父宮ラグビー場 （北緯35度40分21.4秒 東経139度43分5.43秒 / 北緯35.672611度 東経139.7181750度） | 27,188人 |
| 大阪府 (大阪市) | 長居スタジアム （北緯34度36分50.83秒 東経135度31分6.42秒 / 北緯34.6141194度 東経135.5184500度） | 47,816人 |
| 香港            | 香港スタジアム                                                                                  | 40,000人 |
| シンガポール    | シンガポール・スポーツ・ハブ                                                                    | 55,000人 |

### 新国立競技場での開催断念・代替会場
2015年7月17日、安倍晋三首相が会談で、森喜朗元首相 (東京オリンピック・パラリンピック組織委員会会長で日本ラグビーフットボール協会名誉会長) の了解を得た上、国立競技場の建設計画見直しを発表し、竣工の遅れを想定して新国立競技場（仮称）でのW杯（開幕戦と決勝戦）開催を見送った。「目安は6万人以上の収容能力」との条件から、他への会場変更を検討すべきとの意見も一部で出ていた。
なお、東京ドームでの開催は、協会関係者は「現実的ではない」とし、東京スタジアム (東京・調布市) の改修使用案が浮上した。ワールドラグビーは、9月末までの代替会場と運営予算の計画提出を求めた（2011年にも開催返上危機があった）。9月28日、組織委員会が代替会場の決定を発表した。

## 大会運営支援

### ファンゾーン
大会の開催される都市では、会場に入れなかった観客のためのパブリックビューイングや、開催地を訪れたラグビーファンの交流を行う場として、大会公認の「ファンゾーン」が設けられた。ファンゾーンが開場するのは大会期間中の特定日のみで、会場ごとに異なる。一部のファンゾーンは試合会場へのシャトルバスの発着地にもなっていた。
今大会のファンゾーンは以下の16箇所に設けられる。試合会場とは異なる基礎自治体に設けられる場合のみ会場名の後ろに所在地を付記した。
- 札幌市：大通公園西2丁目 (さっぽろオータムフェスト会場隣接地)、札幌駅南口広場[26]
- 釜石市：釜石市民ホール「TETTO」[27]
- 熊谷市：熊谷市コミュニティひろば (テクノグリーンセンター用地)[28]
- 東京都：東京スポーツスクエア (千代田区)、調布駅前 (駅前広場・調布市グリーンホール)[29]
- 横浜市：臨港パーク[30]
- 静岡県：駿府城公園 (静岡市葵区)、ソラモ・えんてつホール (浜松市中区［現・中央区］)[31]
- 豊田市：スカイホール豊田[32]
- 大阪府：天王寺公園エントランスエリア「てんしば」 (大阪市天王寺区)、花園中央公園野球場[33]
- 神戸市：メリケンパーク[34]
- 福岡市：JR博多駅前広場[35]
- 熊本市：花畑広場・シンボルプロムナード (熊本市産業文化会館跡地)[36]
- 大分県：大分いこいの道広場[37]

### 開催都市特別サポーター
2017年6月14日、組織委員会は開催都市にゆかりのある著名人等を対象に、国内外での告知活動に当たる「開催都市特別サポーター」を選任し、事前イベントやファンゾーンなどで大会を盛り上げた。
- 北海道札幌市：リーチマイケル (ラグビーワールドカップ2011・2015・2019日本代表選手)、池崎大輔 (ウィルチェアーラグビー日本代表選手、2016年リオデジャネイロパラリンピック銅メダリスト)
- 埼玉県熊谷市：春日俊彰、ドーキンズ英里奈、横山玲奈、竹内朱莉、金澤朋子
- 東京都：渡部建、山崎紘菜、畠山健介 (ラグビーワールドカップ2011・2015日本代表選手)
- 神奈川県横浜市：鈴木彩香 (ラグビー女子日本代表選手)、林敏之 (ラグビーワールドカップ1987・1991日本代表選手)、吉田義人 (ラグビーワールドカップ1991・1995日本代表選手)
- 静岡県：百田夏菜子、Jam9、小野澤宏時 (ラグビーワールドカップ2003・2007・2011日本代表選手)、五郎丸歩 (ラグビーワールドカップ2015日本代表選手)、久保ひとみ、DJ Roni、高橋正純、小川綾乃 (フリーアナウンサー)、杉岡沙絵子
- 愛知県豊田市：矢野きよ実、里園侑希 (モデル・タレント)、SKE48、Sonar Pocket
- 大阪府東大阪市：NMB48
- 福岡県福岡市：橋本環奈、鈴木ナオミ
- 熊本県熊本市：八代亜紀、宮崎美子、MICA、熊本城おもてなし武将隊 (武士集団)、村上美香
- 大分県：嘉風雅継 (大相撲力士)、DRUM TAO、内川聖一

### 公式ボランティアプログラム「NO-SIDE」
大会運営にあたって、組織委員会は2018年4月23日から7月18日にかけて公式ボランティアプログラム「NO-SIDE」として大会ボランティアを募集し、応募者は3万8000人超を記録した。（この数字は、ラグビーワールドカップ史上最多）2018年8月から12月にかけて開催されたインタビューロードショー（採用説明・選考会）を経て、組織委は約13,000名 (当初予定は10,000名) を大会ボランティアとして採用した。大会ボランティアを含む全ての運営スタッフの愛称として「TEAM NO-SIDE」が名付けられ、大会ボランティアはその中でも「大会の顔」として位置付けられた。2019年1月以降の継続的な研修（トレーニングロードショー）を経て、12のロール（役割）に分かれて大会運営に参画。各開催都市の駅や空港、ファンゾーンにおける案内を担う「街なか&ファンゾーンガイド」や試合会場における観戦客のおもてなしを担う「観客サービス」、大会ゲストやメディア対応、ワークフォースセンター (大会運営スタッフ休憩所) の運営など、その活動は多岐にわたった。。

## 出場チーム
は前週よりランキングが上昇、  は前週よりランキングが下降。  はプールステージで敗退したチーム。
| 予選名                               | 前回大会順位 予選順位                | 出場チーム       | 出場回数       | 出場決定日     | 開幕時からの世界ランキング変遷 | 開幕時からの世界ランキング変遷 | 開幕時からの世界ランキング変遷 | 開幕時からの世界ランキング変遷 | 開幕時からの世界ランキング変遷 | 開幕時からの世界ランキング変遷 | 開幕時からの世界ランキング変遷 | 開幕時からの世界ランキング変遷 |
| 予選名                               | 前回大会順位 予選順位                | 出場チーム       | 出場回数       | 出場決定日     | 9月                            | 9月                            | 9月                            | 10月                           | 10月                           | 10月                           | 10月                           | 11月                           |
| 予選名                               | 前回大会順位 予選順位                | 出場チーム       | 出場回数       | 出場決定日     | 16日                           | 23日                           | 30日                           | 07日                           | 14日                           | 21日                           | 28日                           | 04日                           |
| ------------------------------------ | ------------------------------------ | ---------------- | -------------- | -------------- | ------------------------------ | ------------------------------ | ------------------------------ | ------------------------------ | ------------------------------ | ------------------------------ | ------------------------------ | ------------------------------ |
| 開催国                               | プールB 3位                          | 日本             | 9大会連続9度目 |                | 10                             | 9                              | 8                              | 8                              | 7                              | 8                              | 8                              | 8                              |
| 前回大会ベスト12                     | 優勝                                 | ニュージーランド | 9大会連続9度目 | 2              | 1                              | 1                              | 1                              | 1                              | 1                              | 3                              | 2                              |                                |
| 前回大会ベスト12                     | 2位                                  | オーストラリア   | 9大会連続9度目 | 6              | 6                              | 6                              | 6                              | 6                              | 6                              | 6                              | 6                              |                                |
| 前回大会ベスト12                     | 3位                                  | 南アフリカ共和国 | 7大会連続7度目 | 4              | 5                              | 5                              | 5                              | 5                              | 4                              | 2                              | 1                              |                                |
| 前回大会ベスト12                     | 4位                                  | アルゼンチン     | 9大会連続9度目 | 11             | 11                             | 10                             | 10                             | 10                             | 10                             | 10                             | 10                             |                                |
| 前回大会ベスト12                     | ベスト8                              | ウェールズ       | 9大会連続9度目 | 5              | 4                              | 2                              | 2                              | 2                              | 3                              | 4                              | 4                              |                                |
| 前回大会ベスト12                     | ベスト8                              | フランス         | 9大会連続9度目 | 8              | 7                              | 7                              | 7                              | 8                              | 7                              | 7                              | 7                              |                                |
| 前回大会ベスト12                     | ベスト8                              | アイルランド     | 9大会連続9度目 | 1              | 2                              | 4                              | 4                              | 4                              | 5                              | 5                              | 5                              |                                |
| 前回大会ベスト12                     | ベスト8                              | スコットランド   | 9大会連続9度目 | 7              | 8                              | 9                              | 9                              | 9                              | 9                              | 9                              | 9                              |                                |
| 前回大会ベスト12                     | プールA 3位                          | イングランド     | 9大会連続9度目 | 3              | 3                              | 3                              | 3                              | 3                              | 2                              | 1                              | 3                              |                                |
| 前回大会ベスト12                     | プールC 3位                          | ジョージア       | 5大会連続5度目 | 12             | 12                             | 11                             | 14                             | 14                             | 14                             | 14                             | 14                             |                                |
| 前回大会ベスト12                     | プールD 3位                          | イタリア         | 9大会連続9度目 | 14             | 14                             | 14                             | 12                             | 12                             | 12                             | 12                             | 12                             |                                |
| ヨーロッパ地区                       | 1位                                  | ロシア           | 2大会ぶり2度目 | 2018年05月15日 | 20                             | 20                             | 20                             | 20                             | 20                             | 20                             | 20                             | 20                             |
| オセアニア地区                       | 1位                                  | フィジー         | 6大会連続8度目 | 2017年07月08日 | 9                              | 10                             | 12                             | 11                             | 11                             | 11                             | 11                             | 11                             |
| オセアニア地区                       | 2位                                  | トンガ           | 7大会連続8度目 | 2017年07月15日 | 15                             | 15                             | 16                             | 16                             | 13                             | 13                             | 13                             | 13                             |
| ヨーロッパ・オセアニアプレーオフ勝利 | ヨーロッパ・オセアニアプレーオフ勝利 | サモア           | 8大会連続8度目 | 2018年07月14日 | 16                             | 16                             | 15                             | 15                             | 15                             | 15                             | 15                             | 15                             |
| アフリカ地区                         | 1位                                  | ナミビア         | 6大会連続6度目 | 2018年08月18日 | 23                             | 23                             | 23                             | 23                             | 23                             | 23                             | 23                             | 23                             |
| アメリカ地区                         | 1位                                  | アメリカ合衆国   | 6大会連続8度目 | 2017年07月01日 | 13                             | 13                             | 13                             | 13                             | 17                             | 17                             | 17                             | 17                             |
| アメリカ地区                         | 2位                                  | ウルグアイ       | 2大会連続4度目 | 2018年02月03日 | 19                             | 19                             | 18                             | 18                             | 18                             | 18                             | 18                             | 18                             |
| 最終プレーオフ通過                   | 最終プレーオフ通過                   | カナダ           | 9大会連続9回目 | 2018年11月24日 | 22                             | 22                             | 22                             | 22                             | 22                             | 22                             | 22                             | 22                             |

## プールステージ
2017年5月10日に京都府京都市上京区の京都御苑内にある京都迎賓館の藤の間ホールでプールステージの組み合わせ抽選会が行われ、内閣総理大臣の安倍晋三や女子レスリングの吉田沙保里等が抽選に参加した。競技日程は同年11月2日に発表された。

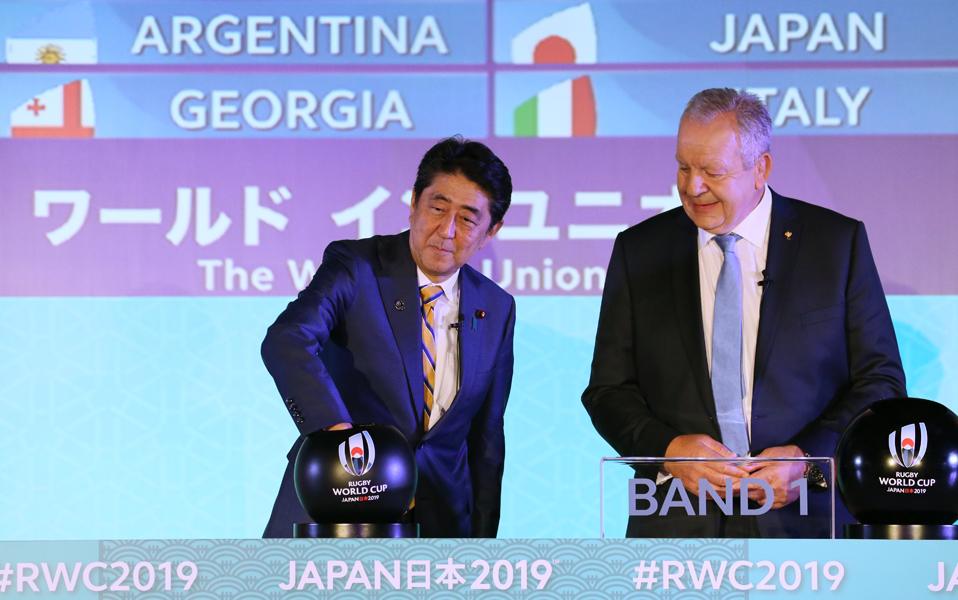
組み合わせ抽選会の様子 (2017年5月10日撮影)
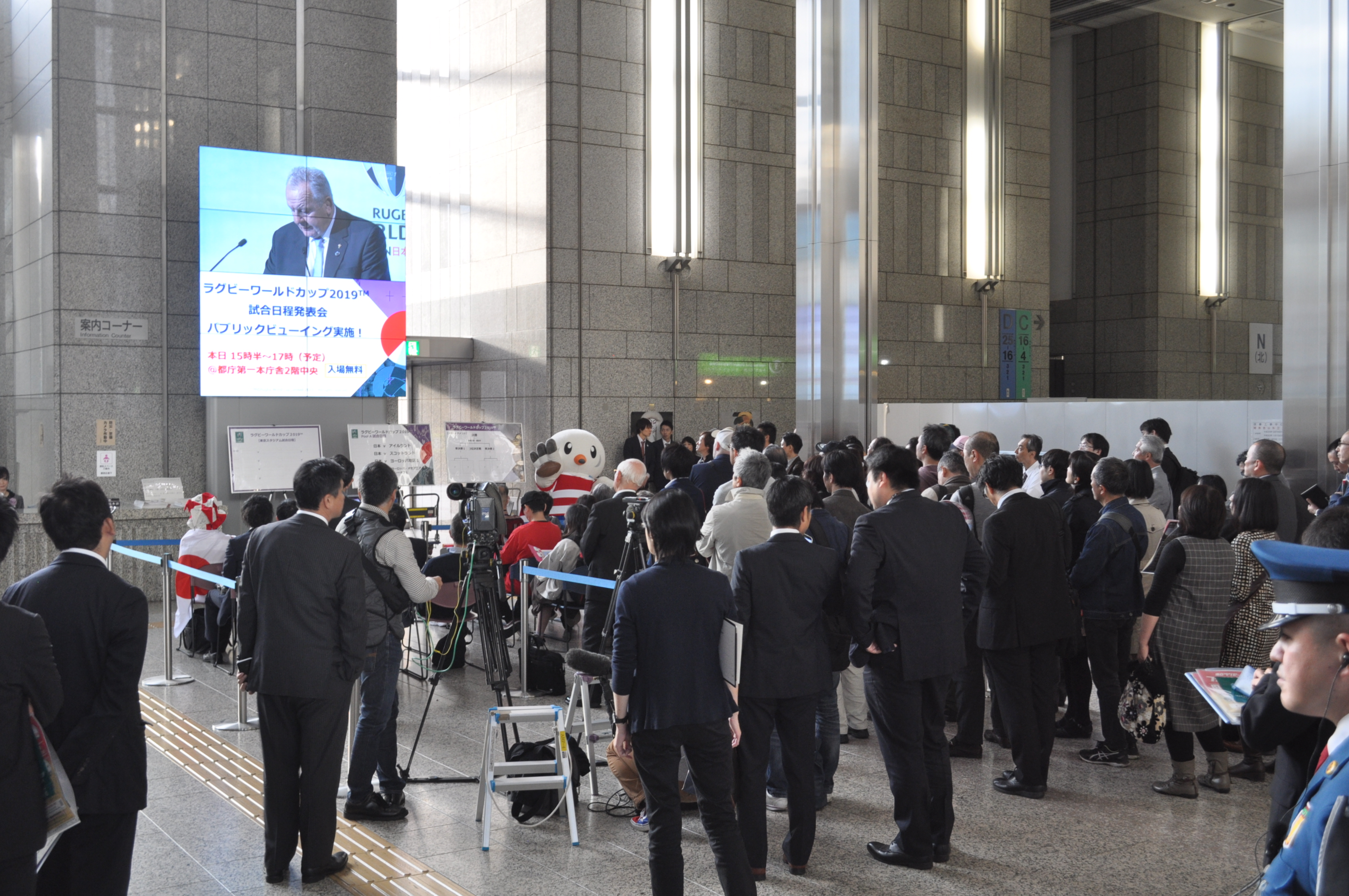
都庁第一本庁舎2階の発表会場 (2017年11月2日撮影)
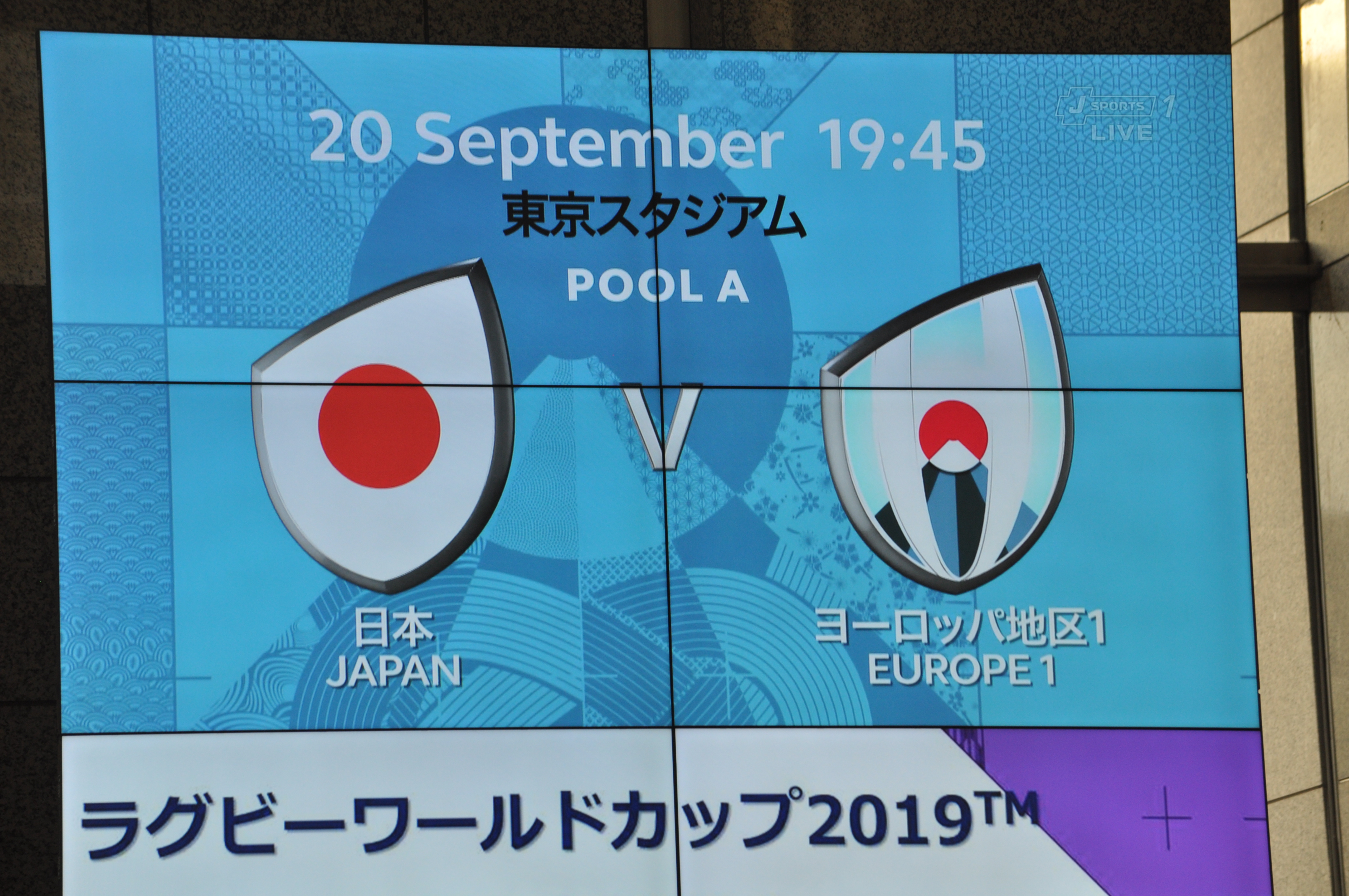
9月20日の開幕戦「日本vsヨーロッパ地区1戦」(2017年11月2日撮影)
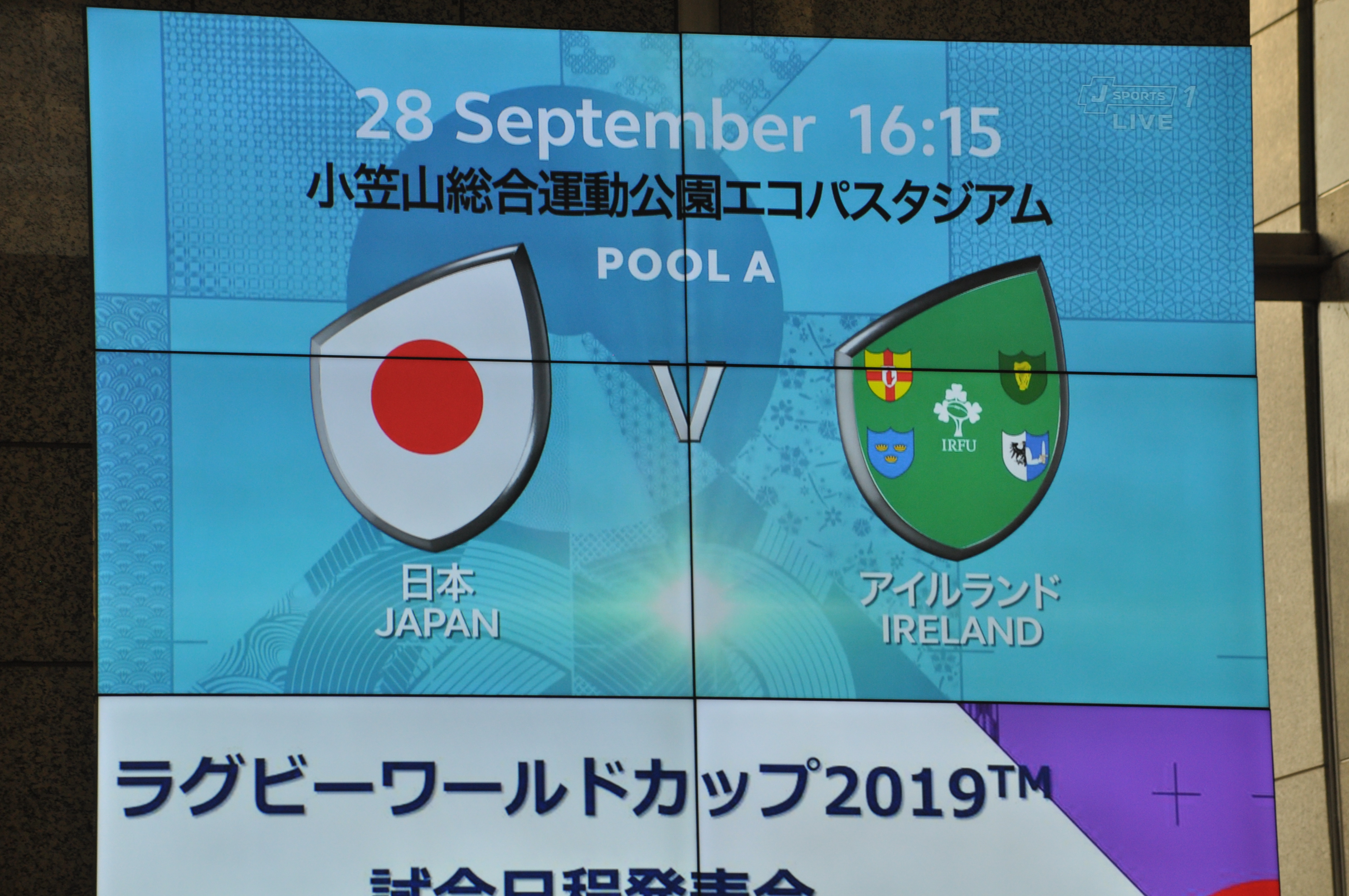
9月28日の「日本vsアイルランド戦」(2017年11月2日撮影)
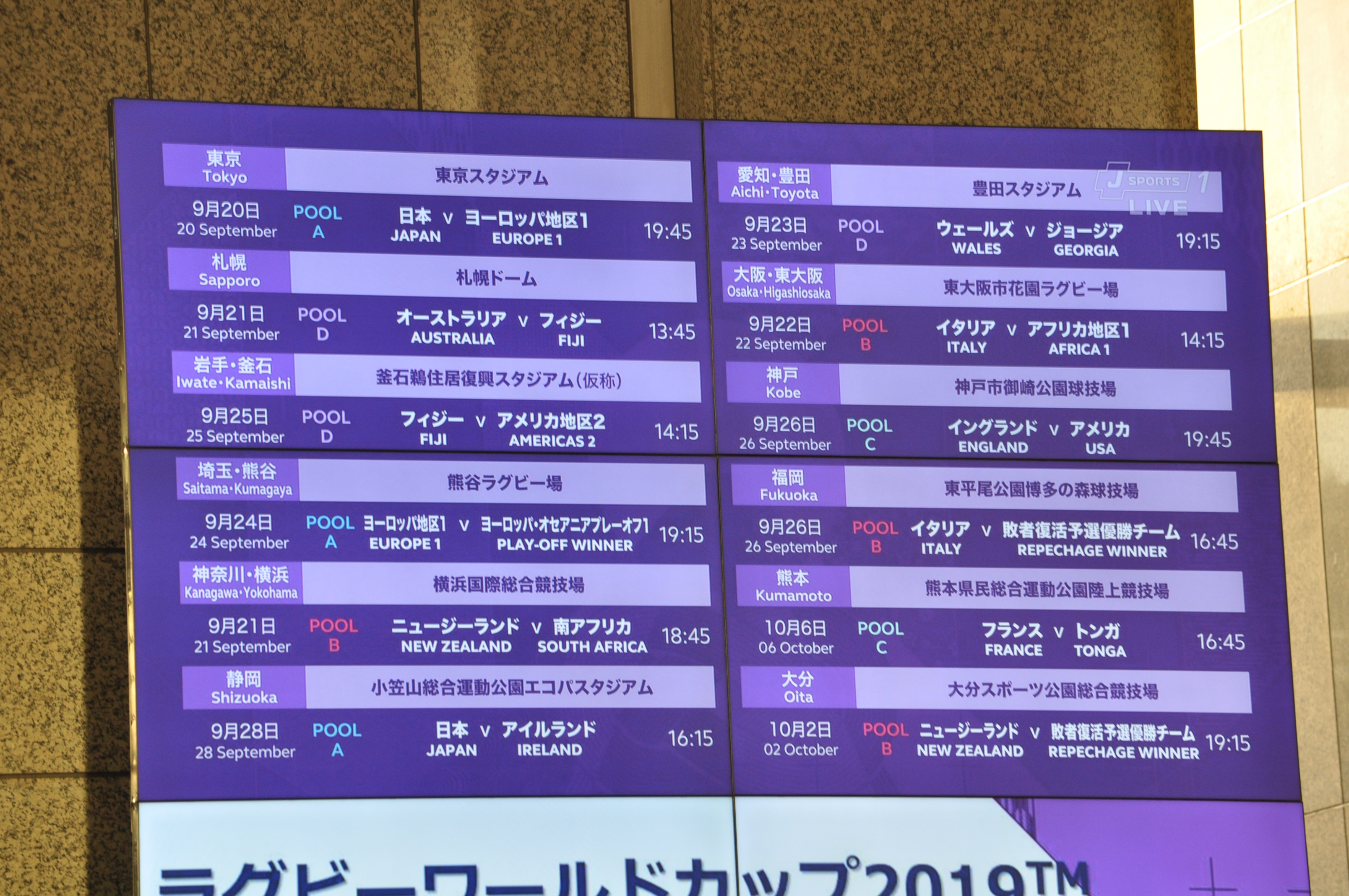
決定した競技日程 (2017年11月2日撮影)
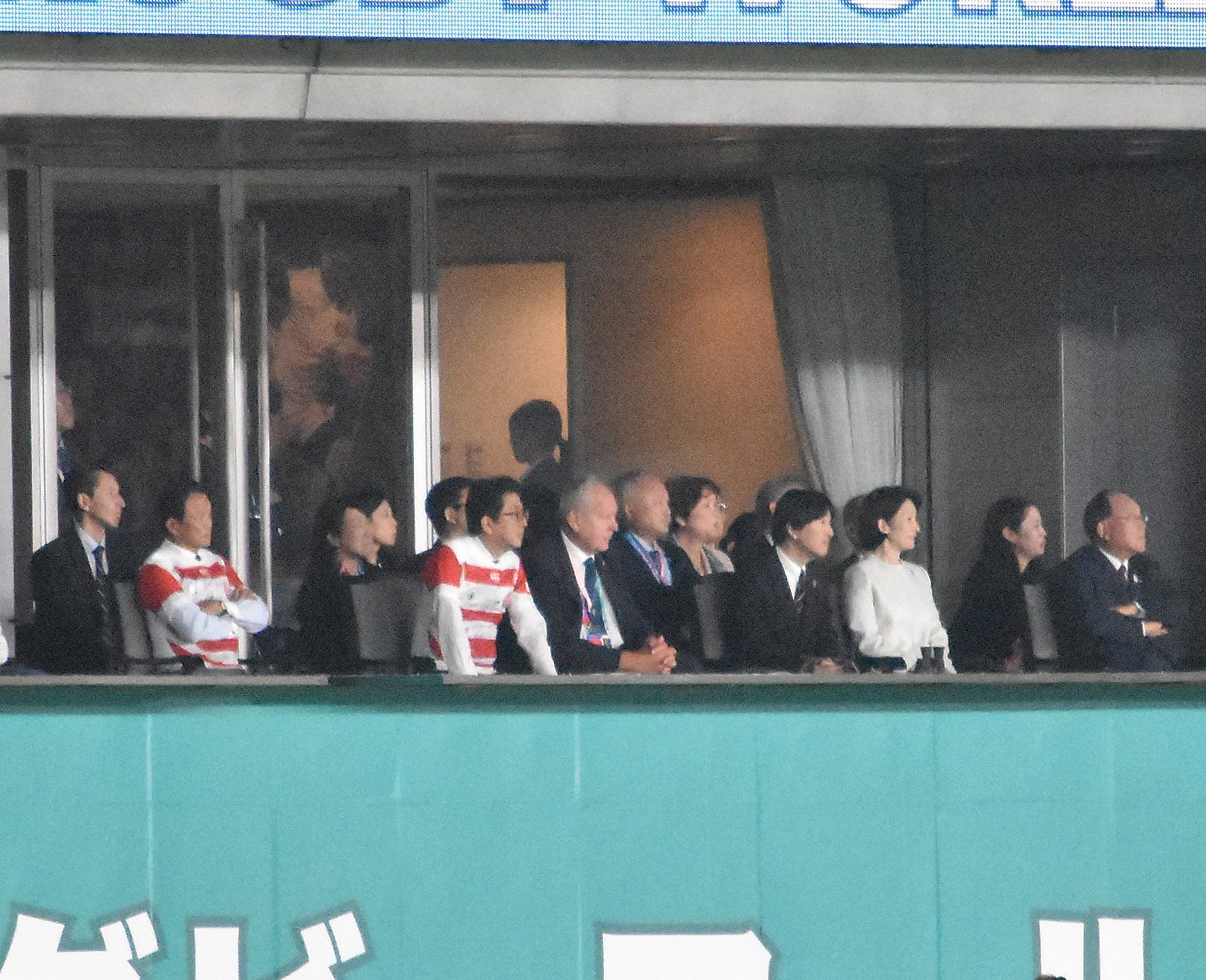
秋篠宮文仁親王が名誉総裁を務めたラグビーワールドカップ2019 開幕戦を観覧される (2019年9月20日撮影)

勝点の加算法
- 勝利：4ポイント
- 引分：2ポイント
- 敗戦：0ポイント

以下のポイントはボーナスポイントとして加算する
- トライ数が4以上：1ポイント (勝敗にかかわらず加算)
- 7点差以内で敗戦：1ポイント

中止試合については大会規定により「0-0の引分」扱いとなり、両チームに勝ち点2ずつを与える。
順位決定方法
勝点が同点のチームが2つ以上ある場合は、以下の順に比較して順位を決定する。
1. 直接対決の勝者
2. 得失点差
3. トライ差数 (トライ数－被トライ数)
4. 得点数
5. トライ数
6. 2019年10月14日付のワールドラグビーランキングでのポイントが高い方

順位表の項目
Pld：試合数　 W：勝利数　 D：引分数　 L：敗戦数　 TF：トライ数　 TA：被トライ数
PF：得点数　 PA：失点数　 +/-：得失点差　 BP：ボーナスポイント　 Pts：勝点
| 凡例 | 凡例                                       |
| ---- | ------------------------------------------ |
|      | 決勝トーナメントに進出、2023年大会予選免除 |
|      | プールステージ敗退だが2023年大会予選免除   |

開催時刻はいずれも現地時間 (JST/UTC+9)。

### プールA
|                | Pld | W | D | L | TF | TA | PF  | PA  | +/−  | BP | Pts |
| -------------- | --- | - | - | - | -- | -- | --- | --- | ---- | -- | --- |
| 日本           | 4   | 4 | 0 | 0 | 13 | -  | 115 | 62  | +53  | 3  | 19  |
| アイルランド   | 4   | 3 | 0 | 1 | 18 | -  | 121 | 27  | +94  | 4  | 16  |
| スコットランド | 4   | 2 | 0 | 2 | 16 | -  | 119 | 55  | +64  | 3  | 11  |
| サモア         | 4   | 1 | 0 | 3 | 8  | -  | 58  | 128 | -70  | 1  | 5   |
| ロシア         | 4   | 0 | 0 | 4 | 1  | -  | 19  | 160 | -141 | 0  | 0   |

| 9月20日 (金) 19:45 | 日本 | 30 - 10  | ロシア                                                                     | 東京スタジアム, 調布 観客数: 45,745 (91.5%)人 レフリー: ナイジェル・オーウェンズ (ウェールズ) |
| 9月20日 (金) 19:45 | T: 松島幸太朗 (3) 12' m, 39' c, 69' c ラブスカフニ 47' m G: 田村優 (1/3) 40' 松田力也 (1/1) 71' PG: 田村優 (2/2) 44', 64' | レポート | T: ゴロスニツキー 5' c G: クシュナレフ (1/1) 6' PG: クシュナレフ (1/1) 61' | 東京スタジアム, 調布 観客数: 45,745 (91.5%)人 レフリー: ナイジェル・オーウェンズ (ウェールズ) |

| 9月22日 (日) 16:45 | アイルランド | 27 - 3 | スコットランド | 横浜国際総合競技場, 横浜 観客数: 63,731 (88.1%)人 レフリー: ウェイン・バーンズ (イングランド) |
| 9月22日 (日) 16:45 | レポート     |        |                | 横浜国際総合競技場, 横浜 観客数: 63,731 (88.1%)人 レフリー: ウェイン・バーンズ (イングランド) |

| 9月24日 (火) 19:15 | ロシア   | 9 - 34 | サモア | 熊谷ラグビー場, 熊谷 観客数: 22,564 (88.1%)人 レフリー: ロマン・ポワト (フランス) |
| 9月24日 (火) 19:15 | レポート |        |        | 熊谷ラグビー場, 熊谷 観客数: 22,564 (88.1%)人 レフリー: ロマン・ポワト (フランス) |

| 9月28日 (土) 16:15 | 日本                                                                      | 19 - 12  | アイルランド                                                 | 小笠山総合運動公園エコパスタジアム, 袋井 観客数: 47,813 (93.9%)人 レフリー: アンガス・ガードナー (オーストラリア) |
| 9月28日 (土) 16:15 | T: 福岡堅樹 58' c G: 田村優 (1/1) 60' PG: 田村優 (4/5) 17', 33', 39', 71' | レポート | T: リングローズ 13' m カーニー 20' c G: カーティー (1/2) 21' | 小笠山総合運動公園エコパスタジアム, 袋井 観客数: 47,813 (93.9%)人 レフリー: アンガス・ガードナー (オーストラリア) |

| 9月30日 (月) 19:15 | スコットランド | 34 - 0 | サモア | 神戸市御崎公園球技場, 神戸 観客数: 27,586 (91.5%)人 レフリー: パスカル・ガウゼル (フランス) |
| 9月30日 (月) 19:15 | レポート       |        |        | 神戸市御崎公園球技場, 神戸 観客数: 27,586 (91.5%)人 レフリー: パスカル・ガウゼル (フランス) |

| 10月3日 (木) 19:15 | アイルランド | 35 - 0 | ロシア | 神戸市御崎公園球技場, 神戸 観客数: 26,856 (89.1%)人 レフリー: ジェローム・ガルセス (フランス) |
| 10月3日 (木) 19:15 | レポート     |        |        | 神戸市御崎公園球技場, 神戸 観客数: 26,856 (89.1%)人 レフリー: ジェローム・ガルセス (フランス) |

| 10月5日 (土) 19:30 | 日本 | 38 - 19  | サモア                                                                  | 豊田スタジアム, 豊田 観客数: 39,695 (88.2%)人 レフリー: ヤコ・ペイパー (南アフリカ) |
| 10月5日 (土) 19:30 | T: ラファエレ 28' c 姫野和樹 53' c 福岡堅樹 76' m 松島幸太朗 80+5' c G: 田村優 (3/4) 29', 55', 80+7' PG: 田村優 (4/5) 3', 8', 24', 51' | レポート | T: タエフ 73' c G: タエフ (1/1) 74' PG: タエフ (4/5) 10', 15', 34', 45' | 豊田スタジアム, 豊田 観客数: 39,695 (88.2%)人 レフリー: ヤコ・ペイパー (南アフリカ) |

| 10月9日 (水) 16:15 | スコットランド | 61 - 0 | ロシア | 小笠山総合運動公園エコパスタジアム, 袋井 観客数: 44,123 (86.7%)人 レフリー: マシュー・ライナル (フランス) |
| 10月9日 (水) 16:15 | レポート       |        |        | 小笠山総合運動公園エコパスタジアム, 袋井 観客数: 44,123 (86.7%)人 レフリー: マシュー・ライナル (フランス) |

| 10月12日 (土) 19:45 | アイルランド | 47 - 5 | サモア | 東平尾公園博多の森球技場, 福岡 観客数: 17,967 (83.3%)人 レフリー: ニック・ベリー (オーストラリア) |
| 10月12日 (土) 19:45 | レポート     |        |        | 東平尾公園博多の森球技場, 福岡 観客数: 17,967 (83.3%)人 レフリー: ニック・ベリー (オーストラリア) |

| 10月13日 (日) 19:45 | 日本                                                                                     | 28 - 21  | スコットランド                                                                                    | 横浜国際総合競技場, 横浜 観客数: 67,666 (93.5%)人 レフリー: ベン・オキーフ (ニュージーランド) |
| 10月13日 (日) 19:45 | T: 松島幸太朗 17' c 稲垣啓太 25' c 福岡堅樹 39' c, 42' c G: 田村優 (4/4) 19',26',40',43' | レポート | T: ラッセル 6' c WP・ネル 49' c ファーガソン 54' c G: レイドロー (2/2) 7', 50' ラッセル (1/1) 55' | 横浜国際総合競技場, 横浜 観客数: 67,666 (93.5%)人 レフリー: ベン・オキーフ (ニュージーランド) |

### プールB
|                  | Pld | W | D | L | TF | TA | PF  | PA  | +/−  | BP | Pts |
| ---------------- | --- | - | - | - | -- | -- | --- | --- | ---- | -- | --- |
| ニュージーランド | 4   | 3 | 1 | 0 | 22 | -  | 157 | 22  | +135 | 2  | 16  |
| 南アフリカ共和国 | 4   | 3 | 0 | 1 | 27 | -  | 185 | 36  | +149 | 3  | 15  |
| イタリア         | 4   | 2 | 1 | 1 | 14 | -  | 98  | 78  | +20  | 2  | 12  |
| ナミビア         | 4   | 0 | 1 | 3 | 3  | -  | 34  | 175 | -141 | 0  | 2   |
| カナダ           | 4   | 0 | 1 | 3 | 2  | -  | 14  | 177 | -163 | 0  | 2   |

| 9月21日 (土) 18:45 | ニュージーランド | 23 - 13 | 南アフリカ共和国 | 横浜国際総合競技場, 横浜 観客数: 63,649 (88.0%)人 レフリー: ジェローム・ガルセス (フランス) |
| 9月21日 (土) 18:45 | レポート         |         |                  | 横浜国際総合競技場, 横浜 観客数: 63,649 (88.0%)人 レフリー: ジェローム・ガルセス (フランス) |

| 9月22日 (日) 14:15 | イタリア | 47 - 22 | ナミビア | 東大阪市花園ラグビー場, 東大阪 観客数: 20,354 (84.8%)人 レフリー: ニック・ベリー (オーストラリア) |
| 9月22日 (日) 14:15 | レポート |         |          | 東大阪市花園ラグビー場, 東大阪 観客数: 20,354 (84.8%)人 レフリー: ニック・ベリー (オーストラリア) |

| 9月26日 (木) 16:45 | イタリア | 48 - 7 | カナダ | 東平尾公園博多の森球技場, 福岡 観客数: 16,984 (78.7%)人 レフリー: ナイジェル・オーウェンズ (ウェールズ) |
| 9月26日 (木) 16:45 | レポート |        |        | 東平尾公園博多の森球技場, 福岡 観客数: 16,984 (78.7%)人 レフリー: ナイジェル・オーウェンズ (ウェールズ) |

| 9月28日 (土) 18:45 | 南アフリカ共和国 | 57 - 3 | ナミビア | 豊田スタジアム, 豊田 観客数: 36,449 (80.9%)人 レフリー: マシュー・ライナル (フランス) |
| 9月28日 (土) 18:45 | レポート         |        |          | 豊田スタジアム, 豊田 観客数: 36,449 (80.9%)人 レフリー: マシュー・ライナル (フランス) |

| 10月2日 (水) 19:15 | ニュージーランド | 63 - 0 | カナダ | 大分スポーツ公園総合競技場, 大分 観客数: 34,411 (86.0%)人 レフリー: ロマン・ポワト (フランス) |
| 10月2日 (水) 19:15 | レポート         |        |        | 大分スポーツ公園総合競技場, 大分 観客数: 34,411 (86.0%)人 レフリー: ロマン・ポワト (フランス) |

| 10月4日 (金) 18:45 | 南アフリカ共和国 | 49 - 3 | イタリア | 小笠山総合運動公園エコパスタジアム, 袋井 観客数: 44,148 (86.7%)人 レフリー: ウェイン・バーンズ (イングランド) |
| 10月4日 (金) 18:45 | レポート         |        |          | 小笠山総合運動公園エコパスタジアム, 袋井 観客数: 44,148 (86.7%)人 レフリー: ウェイン・バーンズ (イングランド) |

| 10月6日 (日) 13:45 | ニュージーランド | 71 - 9 | ナミビア | 東京スタジアム, 調布 観客数: 48,354 (96.7%)人 レフリー: パスカル・ガウゼル (フランス) |
| 10月6日 (日) 13:45 | レポート         |        |          | 東京スタジアム, 調布 観客数: 48,354 (96.7%)人 レフリー: パスカル・ガウゼル (フランス) |

| 10月8日 (火) 19:15 | 南アフリカ共和国 | 66 - 7 | カナダ | 神戸市御崎公園球技場, 神戸 観客数: 28,014 (92.9%)人 レフリー: ルーク・ピアース (イングランド) |
| 10月8日 (火) 19:15 | レポート         |        |        | 神戸市御崎公園球技場, 神戸 観客数: 28,014 (92.9%)人 レフリー: ルーク・ピアース (イングランド) |

| 10月12日 (土) 13:45 | ニュージーランド | 中止 | イタリア | 豊田スタジアム, 豊田 レフリー: ルーク・ピアース (イングランド) |
| 10月12日 (土) 13:45 |                  |      |          | 豊田スタジアム, 豊田 レフリー: ルーク・ピアース (イングランド) |

| 10月13日 (日) 12:15 | ナミビア | 中止 | カナダ | 釜石鵜住居復興スタジアム, 釜石 レフリー: ポール・ウィリアムズ (ニュージーランド) |
| 10月13日 (日) 12:15 |          |      |        | 釜石鵜住居復興スタジアム, 釜石 レフリー: ポール・ウィリアムズ (ニュージーランド) |

### プールC
|                | Pld | W | D | L | TF | TA | PF  | PA  | +/−  | BP | Pts |
| -------------- | --- | - | - | - | -- | -- | --- | --- | ---- | -- | --- |
| イングランド   | 4   | 3 | 1 | 0 | 17 | -  | 119 | 20  | +99  | 3  | 17  |
| フランス       | 4   | 3 | 1 | 0 | 9  | -  | 79  | 51  | +28  | 1  | 15  |
| アルゼンチン   | 4   | 2 | 0 | 2 | 14 | -  | 106 | 91  | +15  | 3  | 11  |
| トンガ         | 4   | 1 | 0 | 3 | 9  | -  | 67  | 105 | -38  | 2  | 6   |
| アメリカ合衆国 | 4   | 0 | 0 | 4 | 7  | -  | 52  | 156 | -104 | 0  | 0   |

| 9月21日 (土) 16:15 | フランス | 23 - 21 | アルゼンチン | 東京スタジアム, 調布 観客数: 44,004 (88.0%)人 レフリー: アンガス・ガードナー (オーストラリア) |
| 9月21日 (土) 16:15 | レポート |         |              | 東京スタジアム, 調布 観客数: 44,004 (88.0%)人 レフリー: アンガス・ガードナー (オーストラリア) |

| 9月22日 (日) 19:15 | イングランド | 35 - 3 | トンガ | 札幌ドーム, 札幌 観客数: 35,923 (86.7%)人 レフリー: ポール・ウィリアムズ (ニュージーランド) |
| 9月22日 (日) 19:15 | レポート     |        |        | 札幌ドーム, 札幌 観客数: 35,923 (86.7%)人 レフリー: ポール・ウィリアムズ (ニュージーランド) |

| 9月26日 (木) 19:45 | イングランド | 45 - 7 | アメリカ合衆国 | 神戸市御崎公園球技場, 神戸 観客数: 27,194 (90.2%)人 レフリー: ニック・ベリー (オーストラリア) |
| 9月26日 (木) 19:45 | レポート     |        |                | 神戸市御崎公園球技場, 神戸 観客数: 27,194 (90.2%)人 レフリー: ニック・ベリー (オーストラリア) |

| 9月28日 (土) 13:45 | アルゼンチン | 28 - 12 | トンガ | 東大阪市花園ラグビー場, 東大阪 観客数: 21,917 (91.3%)人 レフリー: ヤコ・ペイパー (南アフリカ) |
| 9月28日 (土) 13:45 | レポート     |         |        | 東大阪市花園ラグビー場, 東大阪 観客数: 21,917 (91.3%)人 レフリー: ヤコ・ペイパー (南アフリカ) |

| 10月2日 (水) 16:45 | フランス | 33 - 9 | アメリカ合衆国 | 東平尾公園博多の森球技場, 福岡 観客数: 17,660 (81.9%)人 レフリー: ベン・オキーフ (ニュージーランド) |
| 10月2日 (水) 16:45 | レポート |        |                | 東平尾公園博多の森球技場, 福岡 観客数: 17,660 (81.9%)人 レフリー: ベン・オキーフ (ニュージーランド) |

| 10月5日 (土) 17:00 | イングランド | 39 - 10 | アルゼンチン | 東京スタジアム, 調布 観客数: 48,185 (96.4%)人 レフリー: ナイジェル・オーウェンズ (ウェールズ) |
| 10月5日 (土) 17:00 | レポート     |         |              | 東京スタジアム, 調布 観客数: 48,185 (96.4%)人 レフリー: ナイジェル・オーウェンズ (ウェールズ) |

| 10月6日 (日) 16:45 | フランス | 23 - 21 | トンガ | 熊本県民総合運動公園陸上競技場, 熊本 観客数: 28,477 (94.2%)人 レフリー: ニック・ベリー (オーストラリア) |
| 10月6日 (日) 16:45 | レポート |         |        | 熊本県民総合運動公園陸上競技場, 熊本 観客数: 28,477 (94.2%)人 レフリー: ニック・ベリー (オーストラリア) |

| 10月9日 (水) 13:45 | アルゼンチン | 47 - 17 | アメリカ合衆国 | 熊谷ラグビー場, 熊谷 観客数: 24,377 (95.2%)人 レフリー: ポール・ウィリアムズ (ニュージーランド) |
| 10月9日 (水) 13:45 | レポート     |         |                | 熊谷ラグビー場, 熊谷 観客数: 24,377 (95.2%)人 レフリー: ポール・ウィリアムズ (ニュージーランド) |

| 10月12日 (土) 17:15 | イングランド | 中止 | フランス | 横浜国際総合競技場, 横浜 レフリー: ヤコ・ペイパー (南アフリカ) |
| 10月12日 (土) 17:15 |              |      |          | 横浜国際総合競技場, 横浜 レフリー: ヤコ・ペイパー (南アフリカ) |

| 10月13日 (日) 14:45 | アメリカ合衆国 | 19 - 31 | トンガ | 東大阪市花園ラグビー場, 東大阪 観客数: 22,012 (91.7%)人 レフリー: ナイジェル・オーウェンズ (ウェールズ) |
| 10月13日 (日) 14:45 | レポート       |         |        | 東大阪市花園ラグビー場, 東大阪 観客数: 22,012 (91.7%)人 レフリー: ナイジェル・オーウェンズ (ウェールズ) |

### プールD
|                | Pld | W | D | L | TF | TA | PF  | PA  | +/− | BP | Pts |
| -------------- | --- | - | - | - | -- | -- | --- | --- | --- | -- | --- |
| ウェールズ     | 4   | 4 | 0 | 0 | 16 | -  | 136 | 69  | +67 | 3  | 19  |
| オーストラリア | 4   | 3 | 0 | 1 | 20 | -  | 136 | 68  | +68 | 4  | 16  |
| フィジー       | 4   | 1 | 0 | 3 | 16 | -  | 110 | 108 | +2  | 3  | 7   |
| ジョージア     | 4   | 1 | 0 | 3 | 9  | -  | 65  | 122 | -57 | 1  | 5   |
| ウルグアイ     | 4   | 1 | 0 | 3 | 6  | -  | 60  | 140 | -80 | 0  | 4   |

| 9月21日 (土) 13:45 | オーストラリア | 39 - 21 | フィジー | 札幌ドーム, 札幌 観客数: 36,482 (88.1%)人 レフリー: ベン・オキーフ (ニュージーランド) |
| 9月21日 (土) 13:45 | レポート       |         |          | 札幌ドーム, 札幌 観客数: 36,482 (88.1%)人 レフリー: ベン・オキーフ (ニュージーランド) |

| 9月23日 (月) 19:15 | ウェールズ | 43 - 14 | ジョージア | 豊田スタジアム, 豊田 観客数: 35,545 (78.9%)人 レフリー: ルーク・ピアース (イングランド) |
| 9月23日 (月) 19:15 | レポート   |         |            | 豊田スタジアム, 豊田 観客数: 35,545 (78.9%)人 レフリー: ルーク・ピアース (イングランド) |

| 9月25日 (水) 14:15 | フィジー | 27 - 30 | ウルグアイ | 釜石鵜住居復興スタジアム, 釜石 観客数: 14,025 (85.8%)人 レフリー: パスカル・ガウゼル (フランス) |
| 9月25日 (水) 14:15 | レポート |         |            | 釜石鵜住居復興スタジアム, 釜石 観客数: 14,025 (85.8%)人 レフリー: パスカル・ガウゼル (フランス) |

| 9月29日 (日) 14:15 | ジョージア | 33 - 7 | ウルグアイ | 熊谷ラグビー場, 熊谷 観客数: 24,895 (97.2%)人 レフリー: ウェイン・バーンズ (イングランド) |
| 9月29日 (日) 14:15 | レポート   |        |            | 熊谷ラグビー場, 熊谷 観客数: 24,895 (97.2%)人 レフリー: ウェイン・バーンズ (イングランド) |

| 9月29日 (日) 16:45 | オーストラリア | 25 - 29 | ウェールズ | 東京スタジアム, 調布 観客数: 47,885 (95.8%)人 レフリー: ロマン・ポワト (フランス) |
| 9月29日 (日) 16:45 | レポート       |         |            | 東京スタジアム, 調布 観客数: 47,885 (95.8%)人 レフリー: ロマン・ポワト (フランス) |

| 10月3日 (木) 14:15 | ジョージア | 10 - 45 | フィジー | 東大阪市花園ラグビー場, 東大阪 観客数: 21,069 (87.7%)人 レフリー: ポール・ウィリアムズ (ニュージーランド) |
| 10月3日 (木) 14:15 | レポート   |         |          | 東大阪市花園ラグビー場, 東大阪 観客数: 21,069 (87.7%)人 レフリー: ポール・ウィリアムズ (ニュージーランド) |

| 10月5日 (土) 14:15 | オーストラリア | 45 - 10 | ウルグアイ | 大分スポーツ公園総合競技場, 大分 観客数: 33,781 (84.4%)人 レフリー: マシュー・ライナル (フランス) |
| 10月5日 (土) 14:15 | レポート       |         |            | 大分スポーツ公園総合競技場, 大分 観客数: 33,781 (84.4%)人 レフリー: マシュー・ライナル (フランス) |

| 10月9日 (水) 18:45 | ウェールズ | 29 - 17 | フィジー | 大分スポーツ公園総合競技場, 大分 観客数: 33,379 (83.4%)人 レフリー: ジェローム・ガルセス (フランス) |
| 10月9日 (水) 18:45 | レポート   |         |          | 大分スポーツ公園総合競技場, 大分 観客数: 33,379 (83.4%)人 レフリー: ジェローム・ガルセス (フランス) |

| 10月11日 (金) 19:15 | オーストラリア | 27 - 8 | ジョージア | 小笠山総合運動公園エコパスタジアム, 袋井 観客数: 39,802 (78.2%)人 レフリー: パスカル・ガウゼル (フランス) |
| 10月11日 (金) 19:15 | レポート       |        |            | 小笠山総合運動公園エコパスタジアム, 袋井 観客数: 39,802 (78.2%)人 レフリー: パスカル・ガウゼル (フランス) |

| 10月13日 (日) 17:15 | ウェールズ | 35 - 13 | ウルグアイ | 熊本県民総合運動公園陸上競技場, 熊本 観客数: 27,317 (90.3%)人 レフリー: アンガス・ガードナー (オーストラリア) |
| 10月13日 (日) 17:15 | レポート   |         |            | 熊本県民総合運動公園陸上競技場, 熊本 観客数: 27,317 (90.3%)人 レフリー: アンガス・ガードナー (オーストラリア) |

## 台風による影響

### 房総半島台風
令和元年房総半島台風（台風15号、ファクサイ）の影響で交通機関に欠航や運休などが相次いだことから、一部代表チームの事前キャンプ地での歓迎イベントが中止になる自治体が発生した。

### 台風18号
2019年9月29日、大会組織委員会は台風18号（ミートク）の進路によっては九州地方に強い風雨が予想され、試合開催にも影響を及ぼす可能性を懸念し、同年10月2日に福岡市の東平尾公園博多の森球技場にて開催を予定しているフランス対アメリカが中止になる可能性があると発表。両チームに連絡した。その後、9月30日に台風が試合開催に影響を及ぼす可能性がなくなったとして、同ゲームを予定通り実施すると発表した。

### 東日本台風
2019年10月10日、ワールドラグビーと大会組織委員会は、同年最大級の規模となる台風19号（ハギビス。後に令和元年東日本台風と命名）が関東・東海エリアに甚大な影響を及ぼす可能性を懸念し、10月12日に豊田スタジアムで開催予定だったニュージーランド対イタリア戦、横浜国際総合競技場で開催予定だったイングランド対フランス戦のプールステージ2試合を中止することを決定した。ラグビーワールドカップで試合が中止になるのは初めて。
13日開催試合については天候状況をふまえて試合開始6時間前までに判断するとしていたが、当日になり釜石鵜住居復興スタジアムで開催予定だったナミビア対カナダ戦の中止を決定した。また、横浜国際総合競技場の日本対スコットランド戦は予定通り開催されたが、台風の影響で売店の一部が休業することから、ソフトドリンクの持ち込みをこの試合に限り認める措置が採られた。
このほか、両日に開催された残りの4試合についても、交通機関の不通などにより来場できなかった人を対象として払い戻しを行うことを検討している。
上記により、ナミビア対カナダ戦が台風の影響で中止となったが、カナダ代表選手17人が釜石市ボランティアセンターの職員とともに午後2時から2時間ほど、浸水被害に遭った同市千鳥町周辺で道路の泥かきや浸水した住宅から家具を運び出す作業にあたり、台風の影響を受けた市内の泥かきや家財の運び出しを手伝った。コナー・トレイナーは「試合ができなかったことは残念だけど、釜石の人を助けることができてよかった。今回の経験で災害の時に家族や友人を守る大切さを思い出すことができた」。ルーカス・ラムボールも「試合が中止になってプレーで動かなかった分、ここでしっかり働くよ」と語った。また、宮古市を宿泊地としていたナミビア代表は、同チームから「被害に遭った市を元気づけたい」との申し出があり、キャプテンを含む25人の選手たちが、宮古駅前と市庁舎周辺で30分ほど、握手や写真撮影などに応じた。
アイルランド代表が準々決勝を闘うこととなった2019年10月19日の前日18日に、アイルランド代表アナリストのビニー・ハモンド（Vinny Hammond）が、公開キャンプ地であった千葉県市原市にて、がれきの撤去などを手伝った。ハモンドは「キャンプをした思い出の場所が、悲惨な状況になってしまい悲しい。被災した人たちに力を与えられるような試合にしたい」と話した。

## 決勝トーナメント

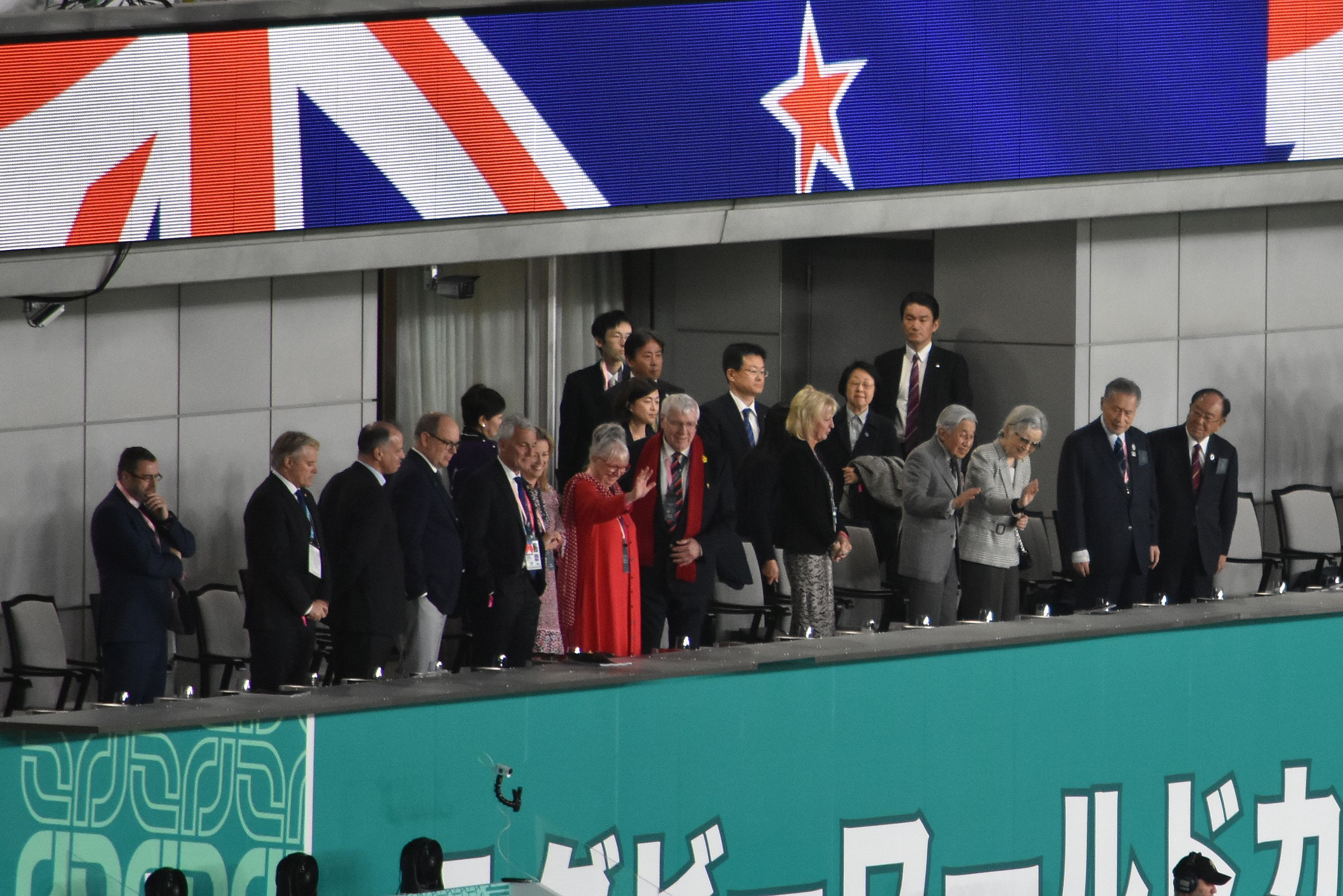
3位決定戦を観覧する上皇陛下と上皇后陛下

今大会のトーナメントにおいては、同点で所定80分を終了した場合、5分休憩ののち、最初に20分（10分ハーフ）の通常ルールでの延長戦を行い、そこでも決着がつかない場合、さらに5分休憩ののち、10分間1本の再延長をサドンデス方式 (すなわち、先にトライ、ペナルティーゴール、ドロップゴールなどによって得点を挙げたチームが勝利し、その場で試合終了となる) を行い、再延長でも決着がつかない場合、キッキングコンペティション (ゴールキックを5人ずつ、蹴る場所を変えて試技を行い、その合計本数で勝敗を決する。5人終了時で同点であれば、6人目からは片方が成功・失敗に分かれるまで続くサドンデス方式) を実施する。
|  | 準々決勝         | 準々決勝         |                  |    | 準決勝    | 準決勝    |  |  | 決勝 | 決勝 |
|  |                  |                  |                  |    |           |           |  |  |      |      |
|  | 10月19日 – 大分  |                  |                  |    |           |           |  |  |      |      |
|  |                  |                  |                  |    |           |           |  |  |      |      |
|  | イングランド     | 40               |                  |    |           |           |  |  |      |      |
|  | イングランド     | 40               | 10月26日 – 横浜  |    |           |           |  |  |      |      |
|  | オーストラリア   | 16               |                  |    |           |           |  |  |      |      |
|  | オーストラリア   | 16               | イングランド     | 19 |           |           |  |  |      |      |
|  | 10月19日 – 東京  |                  | イングランド     | 19 |           |           |  |  |      |      |
|  |                  | ニュージーランド | 7                |    |           |           |  |  |      |      |
|  | ニュージーランド | ニュージーランド | 7                | 46 |           |           |  |  |      |      |
|  | ニュージーランド |                  | 11月2日 – 横浜   | 46 |           |           |  |  |      |      |
|  | アイルランド     | 14               |                  |    |           |           |  |  |      |      |
|  | アイルランド     | 14               | イングランド     | 12 |           |           |  |  |      |      |
|  | 10月20日 – 大分  |                  | イングランド     | 12 |           |           |  |  |      |      |
|  |                  | 南アフリカ共和国 | 32               |    |           |           |  |  |      |      |
|  | ウェールズ       | 南アフリカ共和国 | 32               | 20 |           |           |  |  |      |      |
|  | ウェールズ       | 10月27日 – 横浜  |                  | 20 |           |           |  |  |      |      |
|  | フランス         | 19               |                  |    |           |           |  |  |      |      |
|  | フランス         | 19               | ウェールズ       | 16 |           |           |  |  |      |      |
|  | 10月20日 – 東京  |                  | ウェールズ       | 16 |           |           |  |  |      |      |
|  |                  | 南アフリカ共和国 | 19               |    | 3位決定戦 | 3位決定戦 |  |  |      |      |
|  | 日本             | 南アフリカ共和国 | 19               | 3  | 3位決定戦 | 3位決定戦 |  |  |      |      |
|  | 日本             |                  | 11月1日 – 東京   | 3  |           |           |  |  |      |      |
|  | 南アフリカ共和国 | 26               |                  |    |           |           |  |  |      |      |
|  | 南アフリカ共和国 | 26               | ニュージーランド | 40 |           |           |  |  |      |      |
|  |                  |                  |                  |    |           |           |  |  |      |      |
|  | ウェールズ       | 17               |                  |    |           |           |  |  |      |      |
|  | ウェールズ       | 17               |                  |    |           |           |  |  |      |      |

### 準々決勝
| 10月19日 (土) 16:15 | イングランド | 40 - 16  | オーストラリア                                                                           | 大分スポーツ公園総合競技場, 大分 観客数: 36,954 (92.4%)人 レフリー: ジェローム・ガルセス (フランス) |
| 10月19日 (土) 16:15 | T: メイ (2) 18' c, 21' c シンクラー 46' c ワトソン 76' c G: ファレル (4/4) 19', 23', 47', 77' PG: ファレル (4/4) 30', 51', 66', 73' | レポート | T: コロインベテ 43' c G: リアリーファノ (1/1) 44' PG: リアリーファノ (3/3) 12', 26', 41' | 大分スポーツ公園総合競技場, 大分 観客数: 36,954 (92.4%)人 レフリー: ジェローム・ガルセス (フランス) |

| 10月19日 (土) 19:15 | ニュージーランド | 46 - 14  | アイルランド                                               | 東京スタジアム, 調布 観客数: 46,686 (93.4%)人 レフリー: ナイジェル・オーウェンズ (ウェールズ) |
| 10月19日 (土) 19:15 | T: A. スミス (2) 14' c, 20' c B. バレット 32' m テイラー 48' c トッド 61' m ブリッジ 73' c J. バレット 79' m G: モウンガ (4/7) 15', 22', 49', 74' PG: モウンガ (1/1) 6' | レポート | T: ヘンショー 69' c 認定トライ 76' G: カーベリー (1/1) 69' | 東京スタジアム, 調布 観客数: 46,686 (93.4%)人 レフリー: ナイジェル・オーウェンズ (ウェールズ) |

| 10月20日 (日) 16:15 | ウェールズ                                                                                    | 20 - 19  | フランス                                                                          | 大分スポーツ公園総合競技場, 大分 観客数: 34,426 (86.1%)人 レフリー: ヤコ・ペイパー (南アフリカ) |
| 10月20日 (日) 16:15 | T: ウェインライト 12' c モリアーティ 74' c G: ビガー (2/2) 13', 75' PG: ビガー (2/2) 20', 54' | レポート | T: ヴァアマイナ 5' m オリヴォン 8' c ヴァカタワ 31' c G: ヌタマック (2/3) 9', 32' | 大分スポーツ公園総合競技場, 大分 観客数: 34,426 (86.1%)人 レフリー: ヤコ・ペイパー (南アフリカ) |

| 10月20日 19:15 | 日本                 | 3 - 26   | 南アフリカ共和国 | 東京スタジアム, 調布 観客数: 48,831（97.7%）人 レフリー: ウェイン・バーンズ（イングランド） |
| 10月20日 19:15 | PG: 田村優 (1/1) 20' | レポート | T: マカゾレ・マピンピ (2) 4' m, 70' m フランソワ・デ・クラーク 66' c G: ハンドレ・ポラード (1/3) 66' PG: ハンドレ・ポラード (3/4) 44', 49', 64' | 東京スタジアム, 調布 観客数: 48,831（97.7%）人 レフリー: ウェイン・バーンズ（イングランド） |

| 日本 | 南アフリカ |

| FB                   | 15 | 山中亮平                       |  | 60分 |      |      |
| RW                   | 14 | 松島幸太朗                     |  |      |      |      |
| OC                   | 13 | ラファエレティモシー           |  |      |      |      |
| IC                   | 12 | 中村亮土                       |  |      |      |      |
| LW                   | 11 | 福岡堅樹                       |  |      |      |      |
| FH                   | 10 | 田村優                         |  | 48分 |      |      |
| SH                   | 9  | 流大                           |  | 72分 |      |      |
| N8                   | 8  | 姫野和樹                       |  |      |      | 52分 |
| OF                   | 7  | ピーター・ラブスカフニ         |  | 13分 | 22分 |      |
| BF                   | 6  | リーチマイケル                 |  |      |      |      |
| RL                   | 5  | ジェームス・ムーア             |  |      |      |      |
| LL                   | 4  | トンプソンルーク               |  | 54分 |      |      |
| TP                   | 3  | 具智元                         |  | 64分 |      |      |
| HK                   | 2  | 堀江翔太                       |  | 72分 |      |      |
| LP                   | 1  | 稲垣啓太                       |  | 48分 | 68分 |      |
| Replacements:        |    |                                |  |      |      |      |
| HK                   | 16 | 坂手淳史                       |  | 72分 |      |      |
| PR                   | 17 | 中島イシレリ                   |  | 48分 | 68分 |      |
| PR                   | 18 | ヴァルアサエリ愛               |  | 64分 |      |      |
| FL                   | 19 | ヴィンピー・ファンデルヴァルト |  | 54分 |      |      |
| N8                   | 20 | アマナキ・レレィ・マフィ       |  | 13分 | 22分 | 52分 |
| SH                   | 21 | 田中史朗                       |  | 72分 |      |      |
| FH                   | 22 | 松田力也                       |  | 48分 |      |      |
| CE                   | 23 | レメキロマノラヴァ             |  | 60分 |      |      |
| Coach:               |    |                                |  |      |      |      |
| ジェイミー・ジョセフ |    |                                |  |      |      |      |

| FB                 | 15 | ウィリー・ルルー             |              |      |      |      |
| RW                 | 14 | チェスリン・コルビ           |              | 72分 |      |      |
| OC                 | 13 | ルカンヨ・アム               |              |      |      |      |
| IC                 | 12 | ダミアン・デアレンディ       |              |      |      |      |
| LW                 | 11 | マカゾレ・マピンピ           |              |      |      |      |
| FH                 | 10 | ハンドレ・ポラード           |              |      |      |      |
| SH                 | 9  | ファフ・デクラーク           |              | 74分 |      |      |
| N8                 | 8  | ドウェイン・フェルミューレン |              | 68分 |      |      |
| OF                 | 7  | ピーターステフ・デュトイ     |              |      |      |      |
| BF                 | 6  | シヤ・コリシ                 |              | 13分 | 21分 |      |
| RL                 | 5  | ローデ・デヤハー             |              | 67分 |      |      |
| LL                 | 4  | エベン・エツベス             |              | 63分 |      |      |
| TP                 | 3  | フランス・マルハーバ         |              | 54分 |      |      |
| HK                 | 2  | ボンギ・ンボナンビ           |              | 37分 |      |      |
| LP                 | 1  | テンダイ・ムタワリラ         | 10分から20分 |      |      | 54分 |
| Replacements:      |    |                              |              |      |      |      |
| HK                 | 16 | マルコム・マークス           |              | 37分 |      |      |
| PR                 | 17 | スティーヴン・キッツォフ     |              | 13分 | 21分 | 54分 |
| PR                 | 18 | ヴィンセント・コッホ         |              | 54分 |      |      |
| LK                 | 19 | RG・スナイマン               |              | 63分 |      |      |
| LK                 | 20 | フランコ・モスタート         |              | 67分 |      |      |
| FL                 | 21 | フランソワ・ロウ             |              | 68分 |      |      |
| SH                 | 22 | ハーシェル・ヤンチース       |              | 74分 |      |      |
| CE                 | 23 | フランソワ・ステイン         |              | 72分 |      |      |
| Coach:             |    |                              |              |      |      |      |
| ラシー・エラスムス |    |                              |              |      |      |      |

### 準決勝
| 10月26日 (土) 17:00 | イングランド                                                                  | 19 - 7 | ニュージーランド                        | 横浜国際総合競技場, 横浜 観客数: 68,843 (95.1%)人 レフリー: ナイジェル・オーウェンズ (ウェールズ) |
| 10月26日 (土) 17:00 | T: ツイランギ 2' c G: ファレル (1/1) 3' PG: フォード (4/5) 40', 50', 63', 69' |        | T: サヴェア 57' c G: モウンガ (1/1) 58' | 横浜国際総合競技場, 横浜 観客数: 68,843 (95.1%)人 レフリー: ナイジェル・オーウェンズ (ウェールズ) |

| 10月27日 (日) 18:00 | ウェールズ                                                                 | 16 - 19 | 南アフリカ共和国                                                                  | 横浜国際総合競技場, 横浜 観客数: 67,750 (93.6%)人 レフリー: ジェローム・ガルセス (フランス) |
| 10月27日 (日) 18:00 | T: アダムス 65' c G: ハーフペニー (1/1) 66' PG: ビガー (3/3) 18', 39', 46' |         | T: デアレンディ 57' c G: ポラード (1/1) 58' PG: ポラード (4/4) 15', 20', 35', 76' | 横浜国際総合競技場, 横浜 観客数: 67,750 (93.6%)人 レフリー: ジェローム・ガルセス (フランス) |

### 3位決定戦
| 11月1日 (金) 18:00 | ニュージーランド | 40 - 17 | ウェールズ                                                                                         | 東京スタジアム, 調布 観客数: 48,842 (97.7%)人 レフリー: ウェイン・バーンズ (イングランド) |
| 11月1日 (金) 18:00 | T: ムーディ 5' c B. バレット 13' c B. スミス 33' c, 41' c クロッティ 42' c モウンガ 76' m G: モウンガ (5/6) 7', 14', 34', 42', 44' |         | T: エイモス 19' c アダムス 59' c G: パッチェル (1/1) 21' ビガー (1/1) 61' PG: パッチェル (1/1) 27' | 東京スタジアム, 調布 観客数: 48,842 (97.7%)人 レフリー: ウェイン・バーンズ (イングランド) |

### 決勝
| 11月2日 (土) 18:00 | イングランド                          | 12 - 32 | 南アフリカ共和国                                                                                          | 横浜国際総合競技場, 横浜 観客数: 70103 (96.9％)人 レフリー: ジェローム・ガルセス (フランス) |
| 11月2日 (土) 18:00 | PG: ファレル (4/5) 23', 35', 52', 60' |         | T: マピンピ 66' c コルビ 74' c G: ポラード (2/2) 67', 75' PG: ポラード (6/7) 10', 26', 39', 43', 46', 58' | 横浜国際総合競技場, 横浜 観客数: 70103 (96.9％)人 レフリー: ジェローム・ガルセス (フランス) |

| 2019 ワールドカップ優勝国           |
| ----------------------------------- |
| · 南アフリカ共和国 · 3大会ぶり3度目 |

## マスターカード プレイヤー・オブ・ザ・マッチ
「マスターカード プレイヤー・オブ・ザ・マッチ」は、勝利国、敗退国に関わらず、毎試合ベストプレイヤー (印象的なプレーをした選手) に選ばれた選手が選ばれる賞。選ばれた選手は、トロフィーが贈呈される。トロフィーは、筑波大学大学院教授の三谷純が監修した。
|           | 試合日   | 対戦国                              | 受賞者                                                |
| --------- | -------- | ----------------------------------- | ----------------------------------------------------- |
| プールA   | 9月20日  | 日本 × ロシア                       | 松島幸太朗 (プレゼンターはダン・カーター)             |
| プールA   | 9月22日  | アイルランド × スコットランド       | CJ・スタンダー                                        |
| プールA   | 9月24日  | ロシア × サモア                     | アラパティ・レイウア                                  |
| プールA   | 9月28日  | 日本 × アイルランド                 | 堀江翔太                                              |
| プールA   | 9月30日  | スコットランド × サモア             | ジョニー・グレイ                                      |
| プールA   | 10月3日  | アイルランド × ロシア               | リース・ラドック                                      |
| プールA   | 10月5日  | 日本 × サモア                       | レメキロマノラヴァ                                    |
| プールA   | 10月9日  | スコットランド × ロシア             | アダム・ヘイスティングス                              |
| プールA   | 10月12日 | アイルランド × サモア               | ジョーダン・ラーマー                                  |
| プールA   | 10月13日 | 日本 × スコットランド               | 福岡堅樹 (プレゼンターは大坂なおみ)                   |
| プールB   | 9月21日  | ニュージーランド × 南アフリカ共和国 | ボーデン・バレット                                    |
| プールB   | 9月22日  | イタリア × ナミビア                 | フェデリコ・ルッツァー                                |
| プールB   | 9月26日  | イタリア × カナダ                   | ジェイク・ポッレードリ                                |
| プールB   | 9月28日  | 南アフリカ共和国 × ナミビア         | ルード・デヤハー                                      |
| プールB   | 10月2日  | ニュージーランド × カナダ           | リッチー・モウンガ                                    |
| プールB   | 10月4日  | 南アフリカ共和国 × イタリア         | チェスリン・コルビ                                    |
| プールB   | 10月6日  | ニュージーランド × ナミビア         | アントン・ライナートブラウン (プレゼンターは、三谷純) |
| プールB   | 10月8日  | 南アフリカ共和国 × カナダ           | RG・スナイマン                                        |
| プールB   | 10月12日 | ニュージーランド × イタリア         | (台風により試合中止)                                  |
| プールB   | 10月13日 | ナミビア × カナダ                   | (台風により試合中止)                                  |
| プールC   | 9月21日  | フランス × アルゼンチン             | ガエル・フィクー                                      |
| プールC   | 9月22日  | イングランド × トンガ               | マヌ・ツイランギ                                      |
| プールC   | 9月26日  | イングランド × アメリカ合衆国       | ジョージ・フォード                                    |
| プールC   | 9月28日  | アルゼンチン × トンガ               | フリアン・モントージャ                                |
| プールC   | 10月2日  | フランス × アメリカ合衆国           | カミーユ・ロペス                                      |
| プールC   | 10月5日  | イングランド × アルゼンチン         | サム・アンダーヒル                                    |
| プールC   | 10月6日  | フランス × トンガ                   | アリヴェルティ・ラカ                                  |
| プールC   | 10月9日  | アルゼンチン × アメリカ合衆国       | フアン・クルス・マリア                                |
| プールC   | 10月12日 | イングランド × フランス             | (台風により試合中止)                                  |
| プールC   | 10月13日 | アメリカ合衆国 × トンガ             | シアレ・ピウタウ                                      |
| プールD   | 9月21日  | オーストラリア × フィジー           | トル・ラトゥ                                          |
| プールD   | 9月23日  | ウェールズ × ジョージア             | ジェイク・ボール                                      |
| プールD   | 9月25日  | フィジー × ウルグアイ               | フェリペ・ベルチェシ                                  |
| プールD   | 9月29日  | ジョージア × ウルグアイ             | オタル・ギオルガゼ                                    |
| プールD   | 9月29日  | オーストラリア × ウェールズ         | ガレス・デーヴィス                                    |
| プールD   | 10月3日  | ジョージア × フィジー               | セミ・ランドランドラ                                  |
| プールD   | 10月5日  | オーストラリア × ウルグアイ         | テヴィタ・クリンドラニ                                |
| プールD   | 10月9日  | ウェールズ × フィジー               | セミ・ランドランドラ                                  |
| プールD   | 10月11日 | オーストラリア × ジョージア         | アイザック・ロッダ                                    |
| プールD   | 10月13日 | ウェールズ × ウルグアイ             | リー・ハーフペニー                                    |
| 準々決勝  | 10月19日 | イングランド × オーストラリア       | トム・カリー                                          |
| 準々決勝  | 10月19日 | ニュージーランド × アイルランド     | ボーデン・バレット                                    |
| 準々決勝  | 10月20日 | ウェールズ × フランス               | アーロン・ウェインライト                              |
| 準々決勝  | 10月20日 | 日本 × 南アフリカ共和国             | フランソワ・デ・クラーク (プレゼンターは、YOSHIKI)    |
| 準決勝    | 10月26日 | イングランド × ニュージーランド     | マロ・イトジェ                                        |
| 準決勝    | 10月27日 | ウェールズ × 南アフリカ共和国       | ハンドレ・ポラード                                    |
| 3位決定戦 | 11月1日  | ニュージーランド × ウェールズ       | ブロディ・レタリック                                  |
| 決勝      | 11月2日  | イングランド × 南アフリカ共和国     | ドウェイン・フェルミューレン                          |

## 大会協賛社

### ワールドワイドパートナー
- エミレーツ航空
- ハイネケン
- ランドローバー
- マスターカード
- ソシエテ・ジェネラル
- DHL

### オフィシャルスポンサー
- キヤノン
- TOTO
- セコム
- リポビタンD (大正製薬)
- 三菱地所グループ
- NEC
- ヒト・コミュニケーションズ
- 大成建設

### 大会サプライヤー
- ギルバートラグビー
- チューダー
- 凸版印刷
- カンタベリー
- NTTドコモ
- EY
- 読売新聞 他地方紙8社[62][63]
- サントリー
- アグレコ

## 放送
本大会はホストブロードキャスティングサービシズ (HBS) とIMGが設立したインターナショナルゲームズブロードキャスティングサービシズ (International Games Broadcast Services, IGBS) がホストブロードキャスターを務め、世界200カ国以上に配信された。
国際放送センターは東京スタジアムの北側駐車場の一部を利用して仮設された。

### テレビ
日本国内では2015年大会に引き続いてNHK、日本テレビ、J SPORTSが放映権を取得している。
NHKは総合テレビで4試合、Eテレで1試合、BS1で8試合を生中継するほかBS4K、BS8Kにて生中継・録画中継を行った。日本テレビでは地上波で開幕戦と決勝を含む17試合を中継したほか、大会直前の9月1日に開局するBS日テレ4Kでの4K画質放送も行った。J SPORTSでは全45試合を4K画質で生中継した。
| 放送局                                       | 放送地域                                                          |
| -------------------------------------------- | ----------------------------------------------------------------- |
| ITV                                          | イギリス ( イングランド ウェールズ スコットランド 北アイルランド) |
| Eircom                                       | アイルランド                                                      |
| TF1                                          | フランス モナコ ベルギー ルクセンブルク スイス                    |
| GPB                                          | ジョージア                                                        |
| チェコ・テレビ                               | チェコ · スロバキア                                               |
| S4C                                          | ウェールズ                                                        |
| ポルサット                                   | ポーランド                                                        |
| Sport TV                                     | ポルトガル                                                        |
| Ziggoスポーツ                                | オランダ                                                          |
| RAI                                          | イタリア                                                          |
| マッチTV                                     | ロシア                                                            |
| DigitAlb                                     | アルバニア                                                        |
| NENTグループ                                 | フィンランド · ノルウェー · デンマーク · スウェーデン             |
| テレネット                                   | ベルギー                                                          |
| CYTA                                         | キプロス                                                          |
| NBCユニバーサル                              | アメリカ合衆国 カナダ                                             |
| ESPNラテンアメリカ                           | ラテンアメリカ諸国                                                |
| ESPNブラジル                                 | ブラジル                                                          |
| スーパースポーツ                             | 南部アフリカ                                                      |
| beIN Sports                                  | アジア各国 北アフリカ                                             |
| フィジーTV                                   | フィジー サモア トンガ他                                          |
| スパーク・ニュージーランド                   | ニュージーランド                                                  |
| FOXスポーツオーストラリア ネットワーク・テン | オーストラリア                                                    |

#### 視聴率
※いずれもビデオリサーチ・関東地区調べ。
日本では日本対ロシア（日本テレビ）が平均18.3%、瞬間最高視聴率は25.5%を記録した。日本対アイルランド (NHK)が平均22.5%、瞬間最高視聴率は28.9%を記録した。日本対サモア（日本テレビ）が平均32.8%、瞬間最高視聴率は46.1%を記録した。日本対スコットランド（日本テレビ）が平均39.2%、瞬間最高視聴率は53.7%を記録した。準々決勝の日本対南アフリカ (NHK)の平均視聴率が41.6%、瞬間最高視聴率は49.1%を記録した。南アフリカ戦の視聴率は2019年に放送された全テレビ番組で1位、スコットランド戦が2位となった。この他、サモア戦が11位となった。
日本代表戦以外の試合では、日本テレビで9月21日16時から放送したプールステージ、フランス対アルゼンチンが平均6.0%、続けて18時30分から放送したニュージーランド対南アフリカが12.3%を記録した。
決勝トーナメントに入ってからは、準々決勝のニュージーランド対アイルランド（日本テレビ）が平均16.5%、瞬間最高22.5%を記録した。準決勝のニュージーランド対イングランド (NHK)の前半は平均11.7%、後半は平均16.3%を記録。ウェールズ対南アフリカ（日本テレビ）は平均19.5%、瞬間最高26.9%を記録した。決勝戦の南アフリカ対イングランド（日本テレビ）は平均20.5%、瞬間最高26.0%を記録した。

### ラジオ
文化放送とニッポン放送は日本が入っている「プールA」の主要試合の生中継を行った。NHKラジオ第1はそれに加えて決勝、FMは準決勝の生中継も実施した。また、日本が決勝トーナメントに進んだことを受けて文化放送とNHKラジオ第1は日本が出場する決勝トーナメントについても生中継を行った。なお、インターネット配信については文化放送・ニッポン放送の中継をradikoにより配信 (エリアフリー・タイムフリーともに対応) したが、NHKの中継はらじる★らじるやradikoによるインターネットでの配信は行わなかった。また、その他独自のインターネット中継は実施しなかった。

### インターネット配信
HuluとTVerが日本テレビ系でテレビ放送される17試合をライブ配信、J SPORTSオンデマンドが17試合のライブ配信を行った。NHKも総合テレビやBSで放送する試合を公式サイト内でライブ配信した。
また、J SPORTSオンデマンドとDAZNが全45試合のハイライト配信を行った。

## 観客動員
大会組織委員会は観客動員の目標として、全会場満員を掲げた。
台風の影響により中止となった3試合を除く観客動員数は170万4443人で1試合平均3万7877人だった。チケットは中止となった3試合を含む全試合を合計した販売数185.3万枚に対し、約184万枚が販売され、販売率は99.3パーセントに達した。プールステージの最多観客動員試合は日本対スコットランド（横浜）の67,666人、大会全試合を通じての最多観客動員試合は決勝の南アフリカ対イングランド（横浜）で70,103人だった。
ファンゾーンの累計来場者数は、台風でパブリックビューイングが中止になるなどの影響があったにもかかわらず、準決勝1試合目を終えた段階で過去最高だった2015年イングランド大会を超えた。最終的な入場者数は約113万7000人。
チケットは、2018年1月よりコアなラグビーファン向けにまずは優先販売し、次に開催都市住民向け、その次がファンクラブ向けなど、細かく抽選販売のサイクルを組んで回すことで、ラグビーファンや周辺のターゲット層に対して希少価値を作り出すことに成功し、これが2019年1月から実施した先着販売における人気につながった。
2019年11月3日には、ワールドラグビー会長サー・ビル・ボウモントが記者会見で「2019年日本大会はおそらく過去最高のラグビーW杯として記憶されるだろう」と語り、チケットの完売率、ファンゾーンに集まった観客数、テレビ中継の視聴率などが他大会の記録を超えたことについて、｢素晴らしく、謙虚で歴史的なホスト国であった日本と日本人に心の底から感謝したい｣とコメントした。

## その他

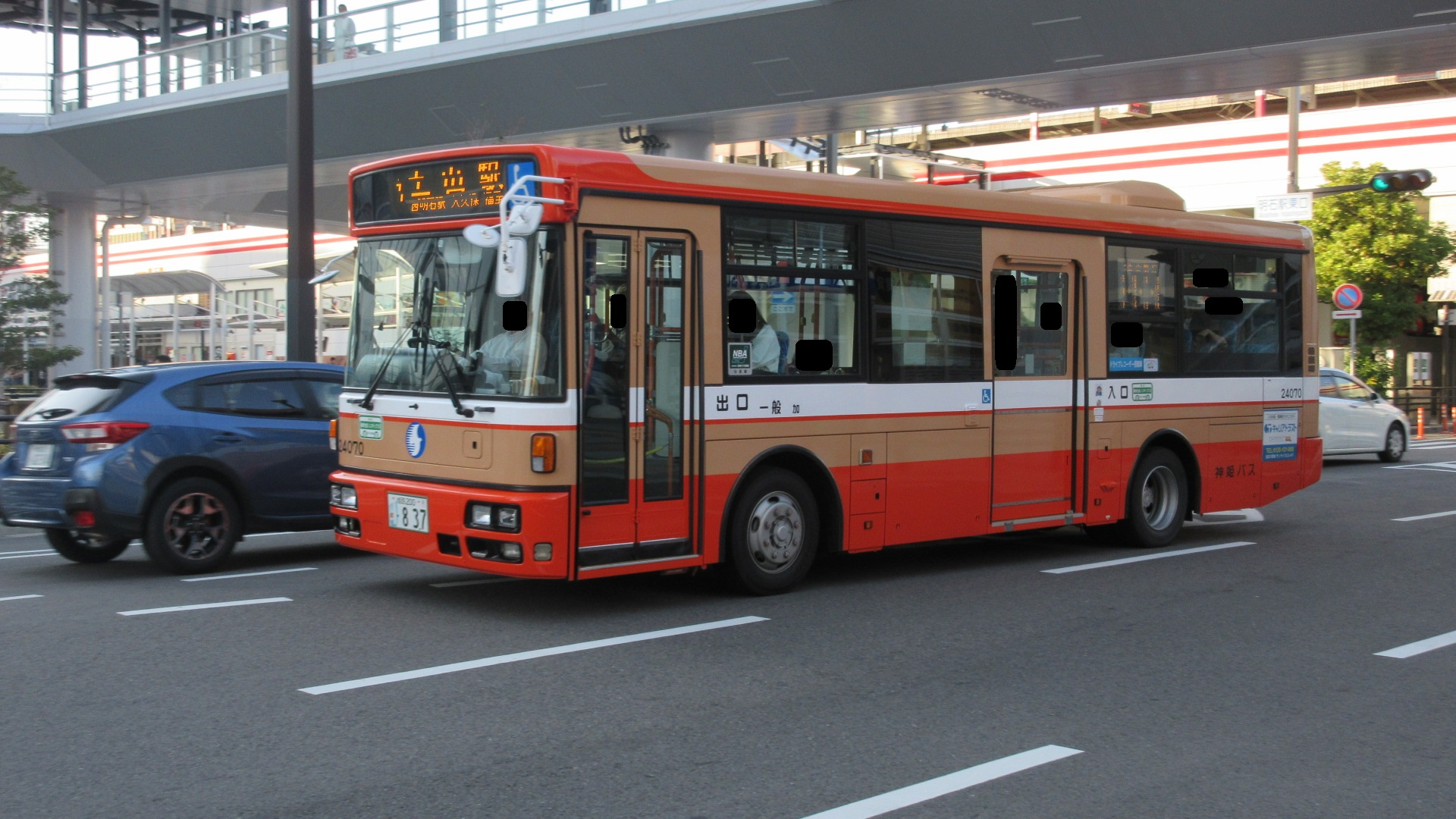
「ラグビーナンバー」を装着したバス車両

- 日本大会組織委員会は、大会保証料として国際統括団体の「ワールドラグビー」(WR) に9600万ポンド (約185億円) を支払う義務があり、協賛金や放送権料はWRに入る契約となっているという[94]。また、大会運営費自体は開催国が全額負担する決まりで、主に入場券の収入 (目標は300億円とも[95]) に頼ることになる。大会組織委員会は、国内企業限定のローカルスポンサー制度導入の許可を得たが、一旦WRに収めた資金の中から必要分を還流させる形式となった[96]。
- 組織委員会は2014年10月16日、各試合が開催されるスタジアムの地元自治体に、日本スポーツ振興センター (JSC)からの助成金と同額となる[97]約36億円の負担金支出を求めると発表した[98](東京都は7億円程度を予定していた[99])。また、W杯宝くじを発行して組織委に補助金を入れることも検討しているという[95]。
- 2015年8月27日、9月末までに新計画を提出できなければ開催権を剥奪するとWRが最終警告を出したと報じられた[100]。
- 2017年4月から2019年11月まで、本大会開催にちなんで特別仕様のナンバープレートが交付されていた[101]。
- 2018年9月22日から2019年11月2日まで、東京スタジアムへのアクセス路線である京王電鉄が、大会のラッピング車両（7000系を使用）を運行した[102]。
- 本大会の名誉総裁に秋篠宮文仁親王が就いた (就任期間は大会開幕1年前の2018年9月20日から決勝が行われる2019年11月2日まで)[103]。
- 2019年11月6日に自由国民社が選定する「ユーキャン新語・流行語大賞」に当大会やそれに伴う社会現象に由来する「にわかファン」や「4年に一度じゃない。一生に一度だ。」などがノミネート[104][105]。同年12月2日に「ONE TEAM」が令和初の年間大賞に選出されたと発表された[104][106]。
- 大会前、2017年9月時点の情勢を基にした「ラグビーワールドカップ2019大会前経済効果分析レポート」では、今大会の経済効果を4327億円と試算していた[107]。大会後に大会組織委員会から委託された大手国際会計事務所、アーンスト・アンド・ヤングが算出した経済効果は予想を上回り、前大会イングランド大会の2倍となる史上最高の6464億円となった[108]。
- W杯のワールドワイドパートナー・ハイネケンの国内消費量は前年9 - 10月比で2.8倍増となった[107]。
- 日本政府観光局によると9月から10月の訪日外国人旅行者は前年度比29.4パーセント増の76万4100人だった[107]
- 全ての試合において、選手入場時には、拍子木と和太鼓にあわせて選手が入場するという演出が行われた。入場曲はゲームミュージックの作曲活動で知られる下村陽子の作曲した『暁に咲く - Blooming in the Dawn -』[109][110]
- W杯では、試合前に選手たちが歌う国歌などのアンセムを、一緒になって歌う子どもたちがおり、W杯公式Twitterは「信じられない」として、驚きとともに伝えている[111]。ロシア代表対サモア代表戦では、招待された中学生約4000人が両国の国歌を斉唱し、掲げる国旗のプラカードは夏休みの宿題として制作した[111]。カナダ代表対イタリア代表戦では、福岡県春日市の天神山小学校の児童が双方の国歌を歌い、試合後、カナダ代表の選手たちはゴール裏に陣取った児童に駆け寄り、感謝の気持ちを伝えた[111]。ウェールズ代表が北九州市で行った公開練習の際は、スタジアムに駆け付けた市民が、試合前に歌われる「ランド・オブ・マイ・ファーザーズ」をウェールズ語で合唱し、アラン・ウィン・ジョーンズは「この歓迎ぶりは圧倒的に素晴らしい」と述べ、ウェールズラグビー協会公式Twitterがその様子を伝えると「感動的だ」とのコメントが付いた[111]。ウルグアイ代表対フィジー代表戦では、ウルグアイ代表のフアン・マヌエル・ガミナラと一緒に入場したエスコートキッズが、試合前に歌うウルグアイの国歌を選手と一緒に斉唱した[111]。試合後にフアン・マヌエル・ガミナラは報道陣に対して自ら「とても驚いたことがあった」と切り出し、「マスコットキッズが、スペイン語で最後まで歌ってくれた。すごくびっくりしたし、本当にうれしかった」「僕と一緒に入場した子どもが国歌を一緒に歌ってくれたんだ。自分の国にいるように感じた。日本の皆さんに感謝したい」と述べ、「ありがとう」と日本語でお礼した[111][112]。W杯公式Twitterは「素晴らしい瞬間」として、ウルグアイ代表の選手がエスコートキッズと肩を組んで国歌を歌い、斉唱後にエスコートキッズの頭をなでて敬意を表する姿を紹介した[112]。